# Aragon (communauté autonome)
Pour les articles homonymes, voir Aragon.
L'Aragon (/a.ʁa.ɡɔ̃/ ; en aragonais et en espagnol : Aragón ; en catalan : Aragó) est une communauté autonome et une région historique située dans le nord de l'Espagne, dont le territoire correspond à celui de l’ancien royaume d'Aragon. Elle est composée de trois provinces : la province de Huesca, la province de Saragosse et la province de Teruel. Elle est bordée au nord par la France, à l'est par la Catalogne et le Pays valencien, au sud par la Castille-La Manche, à l'ouest par la Castille-et-León, La Rioja et la Navarre. La capitale est Saragosse.

## Étymologie et dénominations
L'Aragon tient son nom de deux petites rivières pyrénéennes, l'Aragon et l'Aragon Subordan. Le petit comté qui s'établit à Jaca au Xe siècle prit le nom de ces rivières, avant de connaître une expansion exceptionnelle au cours des siècles suivants.

## Géographie
D'une superficie de 47 719,2 km2, l'Aragon représente 9,43 % de la superficie totale de l'Espagne, ce qui la place au quatrième rang des communautés autonomes espagnoles par la superficie, après la Castille-et-León, l'Andalousie et la Castille-La Manche. Elle est divisée en 3 provinces :
- Huesca, d'une superficie de 15 636,2 km2 ;
- Teruel, d'une superficie de 14 808,7 km2 ;
- Saragosse, d'une superficie de 17 274,3 km2.

Elle se situe au nord-est de la péninsule ibérique, entre les latitudes des 39e et 43e degrés nord.
L'Aragon est bordé :
- au nord par la France (régions Nouvelle-Aquitaine et Occitanie),
- à l'ouest par les communautés autonomes de Castille-La Manche (provinces de Guadalajara et Cuenca), Castille-et-León (province de Soria), La Rioja et la Navarre ;
- à l'est par les communautés autonomes de Catalogne (provinces de Lérida et Tarragone) et de Valence (provinces de Castellón et de Valence).

### Relief
L'orographie de l'Aragon est marquée par l'axe central que forme la vallée de l'Èbre, bordé au nord par le piémont des Pyrénées méridionales, et au sud par le piémont des monts Ibériques. C'est d'ailleurs en Aragon que l'on trouve les sommets les plus élevés de ces deux systèmes montagneux, le pic d'Aneto et le Moncayo.

#### Pyrénées

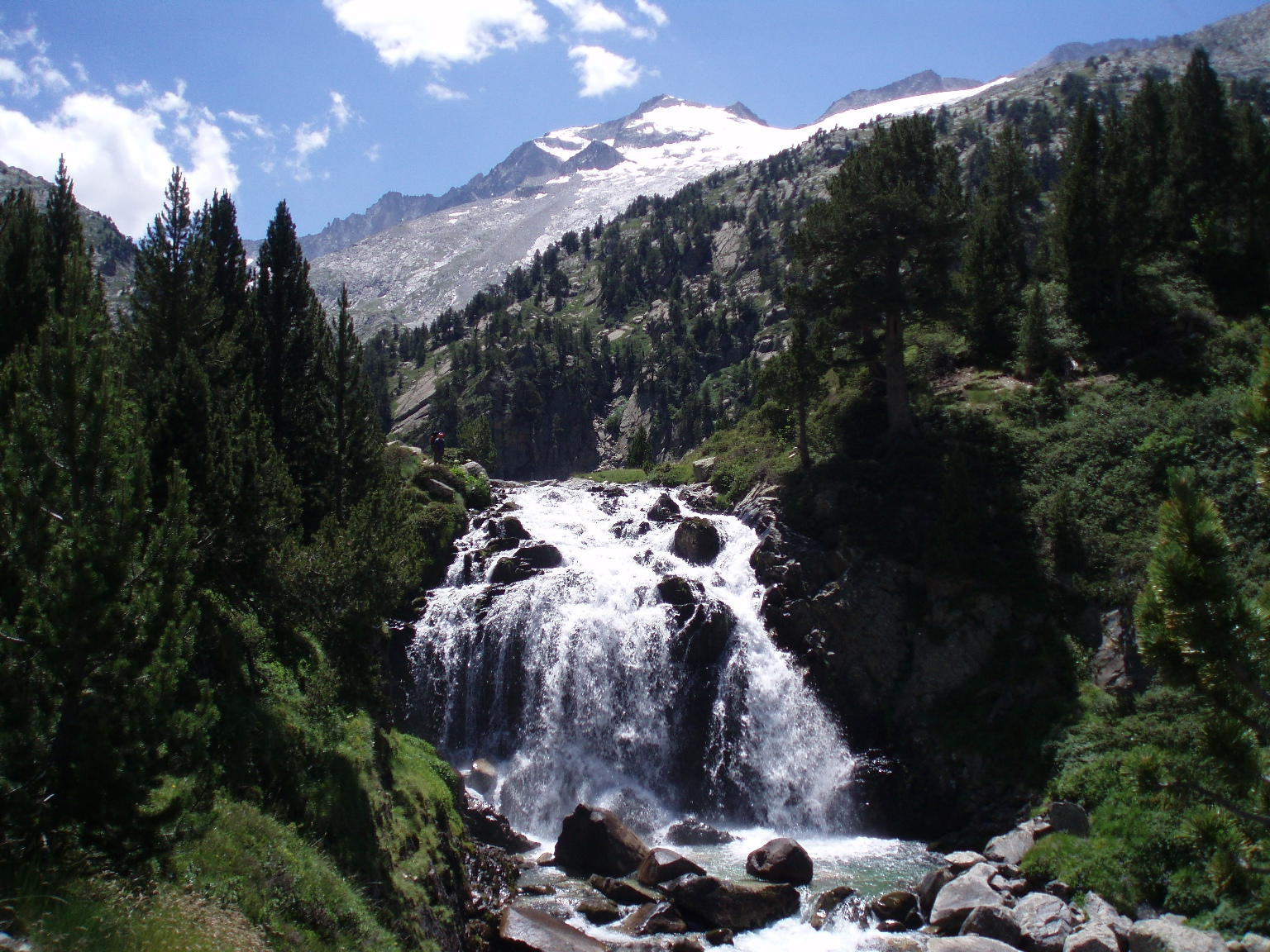
Vue sur le pic d'Aneto depuis la cascade d'Aigualluts.

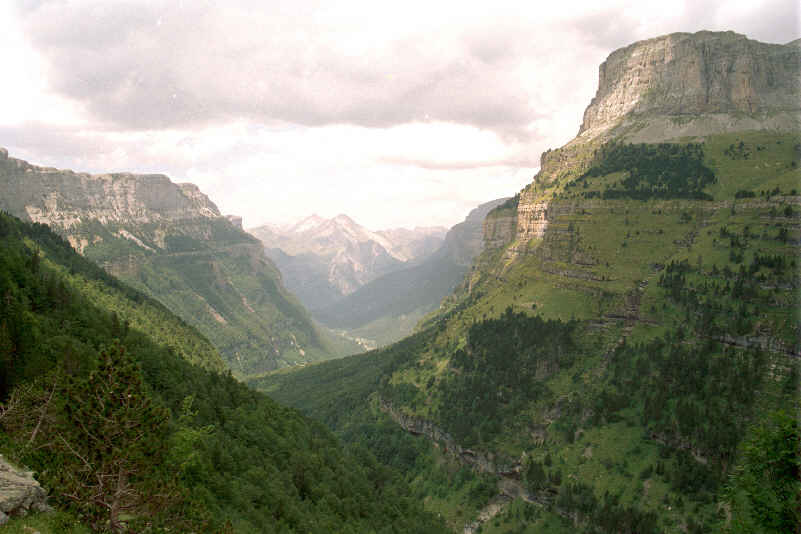
La vallée d'Ordesa, dans la comarque du Sobrarbe.

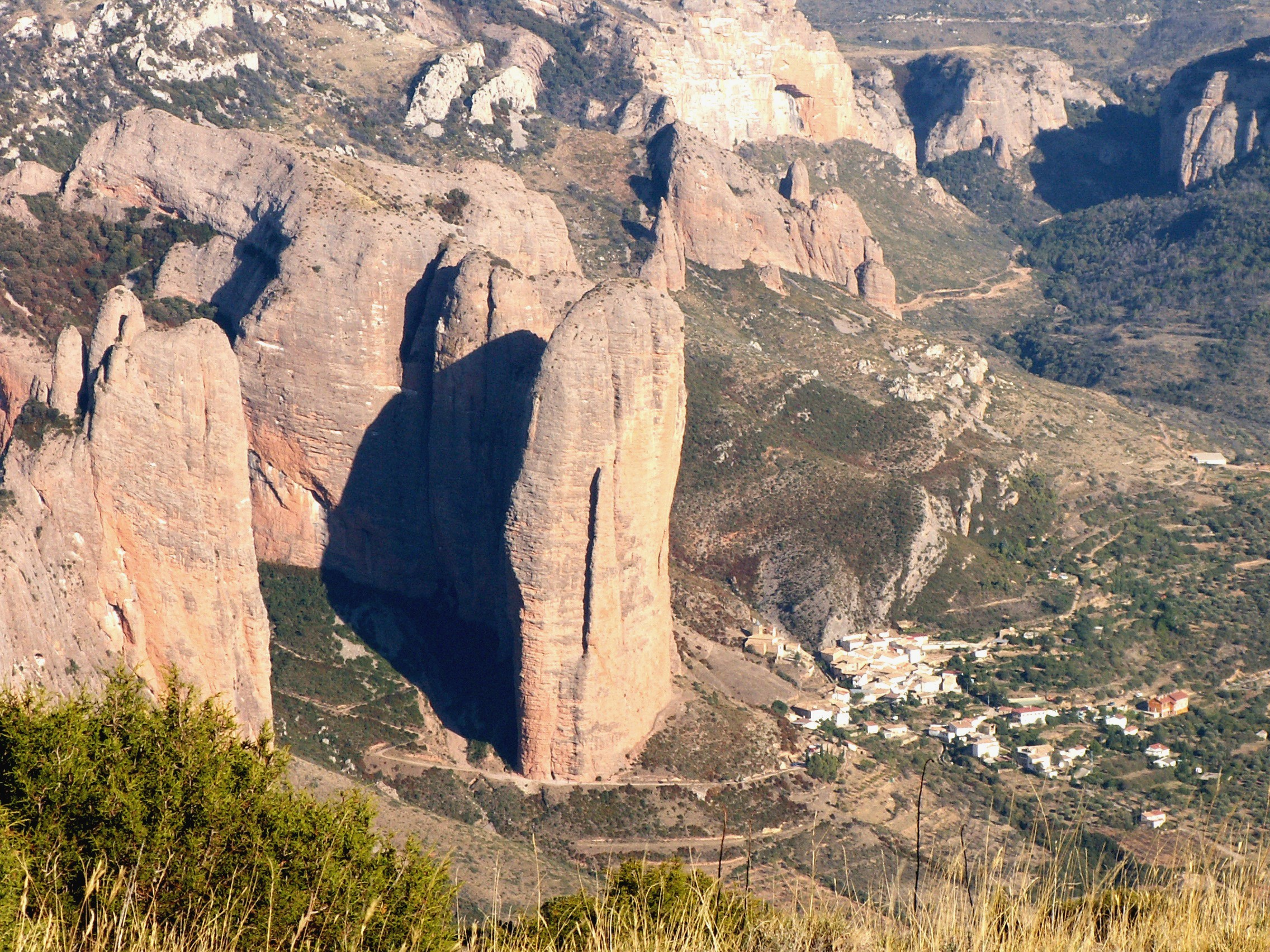
Les Mallos de Riglos surplombant le village de Las Peñas de Riglos.

Les Pyrénées aragonaises occupent la majeure partie de la province de Huesca, au nord de l'Aragon. On distingue trois grandes unités :
- les hautes Pyrénées (Alto Pirineo) ;
- la Dépression intrapyrénéenne (Depresión Intrapirenaica) ;
- les Montagnes extérieures (Sierras Exteriores).

Dans les hautes Pyrénées, la région axiale (Pirineo Axial) est formée des zones les plus anciennes : granites, quartzites, schistes et calcaires anciens. C'est également là que l'on trouve les sommets les plus élevés de toute la chaîne des Pyrénées : le pic d'Aneto (3 404 m), le pic de la Maladeta (3 309 m) et le pic Perdiguère (3 222 m). La région des Pré-Pyrénées Intérieures (Prepirineo interior) est composée de roches calcaires plus modernes. On retrouve des sommets élevés, comme le mont Perdu (3 355 m), la Collarada (2 886 m) et la Tendeñera (2 853 m).
Les principales vallées pyrénéennes, formées par les rivières qui les traversent, sont la vallée d'Ansó (rivière Veral), la vallée d'Hecho (Aragon Subordan), la vallée de Canfranc (Aragon), la vallée de Tena (Gállego) et la vallée d'Ainsa-Benasque (Ara, Cinca et Ésera).
La Dépression intra-pyrénéenne est une dépression orographique, dont l'altitude oscille entre 600 et 750 mètres. Le canal de Berdún en est l'exemple le plus frappant. Il s'étend depuis Jaca jusqu'à Yesa, en Navarre, et est parcourue par l'Aragon. Cette dépression longitudinale est limitée au nord par les Pré-Pyrénées Intérieures, Leyre et Orba, et au sud par les Montagnes Extérieures, la Peña Oroel (1 769 m)et le San Juan de la Peña (1 552 m). Son altitude oscille entre 600 et 750 mètres.
Les Montagnes extérieures correspondent au piémont de la province de Huesca et sont l'ensemble montagneux le plus méridional des Pyrénées, principalement formé de calcaires. Les sommets y atteignent des altitudes moins élevées, entre 1 500 et 2 000 mètres. On y trouve cependant des reliefs réputés pour leur beauté, tels que la Sierra de guara, qui culmine au Tozal de Guara (2 077 m) et les Mallos de Riglos.

#### Système ibérique

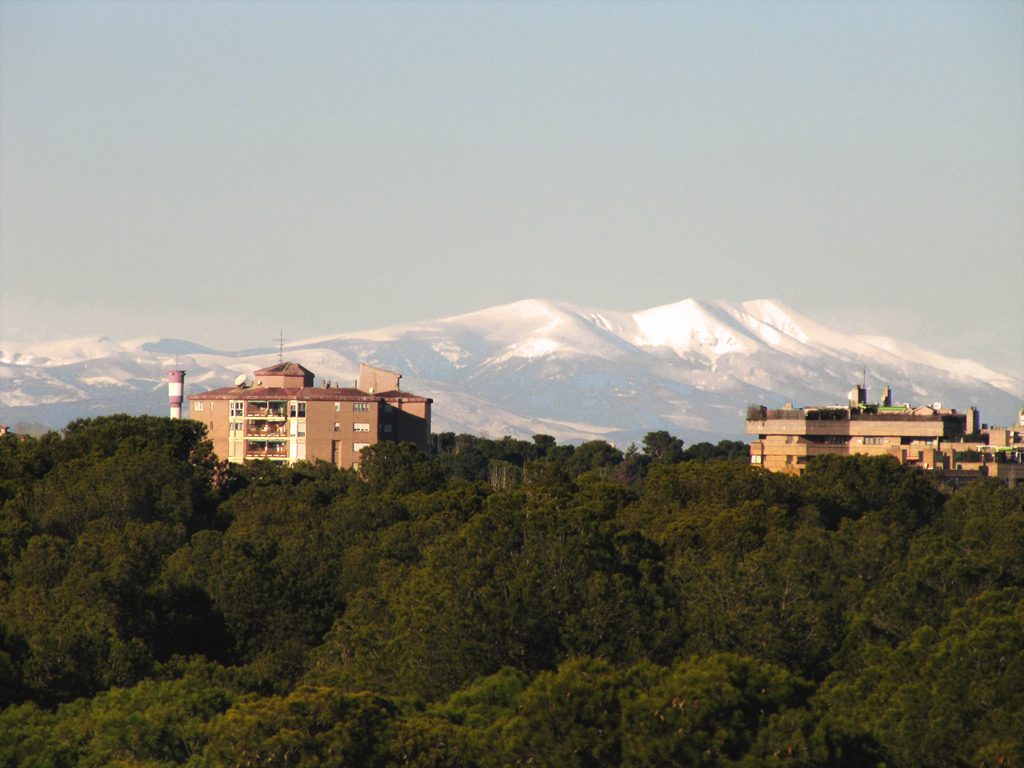
Vue sur le Moncayo depuis les faubourgs de Saragosse.

Le système ibérique recouvre en partie les provinces de Saragosse et de Teruel, au sud de l'Aragon. C'est un ensemble de sierras sans unité structurelle claire, que l'on peut diviser en deux zones :
- Les Monts ibériques du Jalón, formés de quartzites et de schistes paléozoïques, en partie recouvertes de calcaires mésozoïques. Le point culminant est le Moncayo (2 314 m), tandis que, plus au sud-est, les sommets sont moins élevés ;
- La dépression ibérique (Depresión Ibérica) coupe en deux le système ibérique par l'axe Catalayud-Teruel ;
- Les Monts ibériques de Teruel forment des terrains moyennement élevés, entre 1 000 m et 2 000 m, massifs et plats. Au sud-ouest de cet ensemble, la sierra d'Albarracín culmine à 1 800 m, tandis qu'au sud-est, les sommets atteignent 2 000 m dans la sierra de Javalambre, et 2 024 m dans la sierra de Gúdar.

### Climat

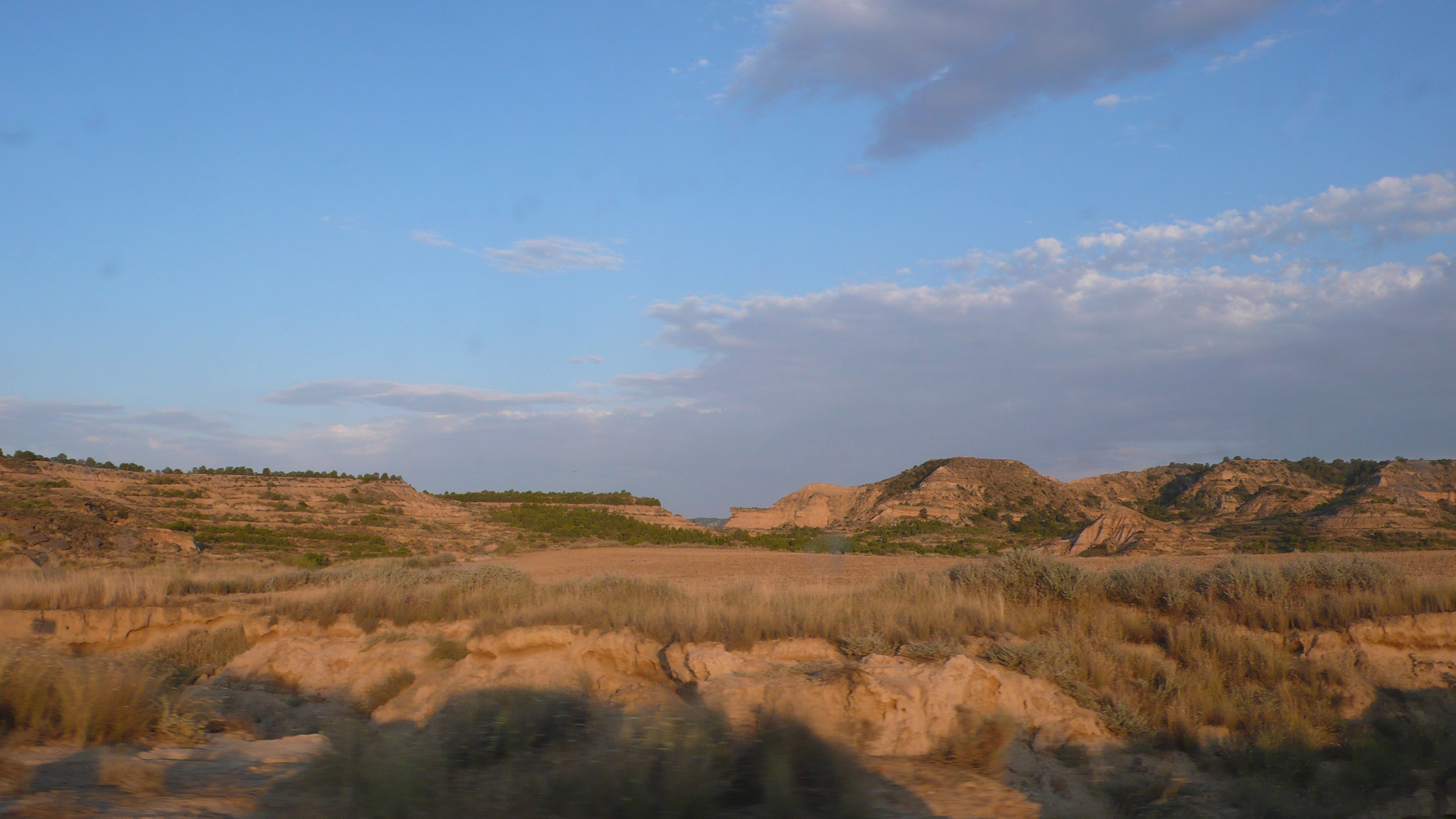
Paysage des Monegros, au climat aride et aux températures extrêmes.

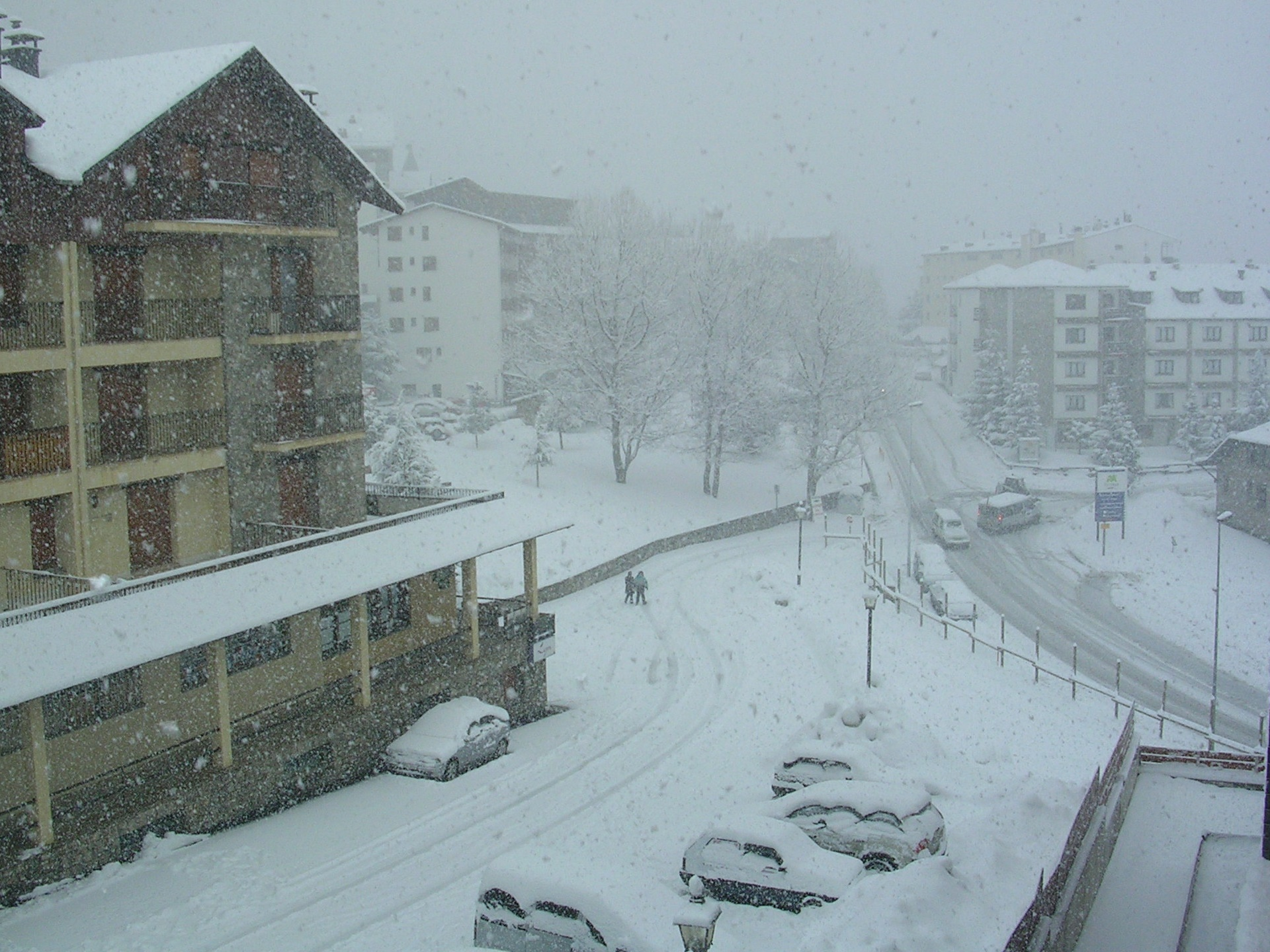
Chute de neige hivernale à Formigal, station de ski pyrénéenne.

Bien que le climat de l'Aragon appartienne au domaine continental, il est tempéré par des interférences avec le climat méditerranéen. La topographie irrégulière donne lieu à une grande variété de microclimats. De la haute montagne dans les Pyrénées centrales au nord, avec des neiges perpétuelles et des glaciers, à la steppe semi-désertique, comme les Monegros, en passant par des zones de climat continental, comme la région de Teruel-Daroca. Cette dernière région est d'ailleurs réputée la plus froide d'Espagne : le village de Calamocha a enregistré le 17 décembre 1963 un record de −30 °C.
Les caractéristiques principales du climat de l'Aragon sont :
- une aridité caractéristique des espaces continentaux de la péninsule ibérique. Elle est due à une situation de cuvette, encadrée des cordillères montagneuses des Pyrénées au nord et les monts Ibériques au sud, qui retiennent les pluies sur les hauteurs. La cuvette connait un manque de précipitations et des contrastes de températures marqués, avec des hivers très froids et des étés chauds, tandis que les saisons de transition (printemps et automne) sont relativement courts ;
- l'irrégularité des pluies, due à l'influence méditerranéenne, avec des années sèches et d'autres plus humides ;
- la force des vents qui parcourent principalement la vallée de l'Èbre, du nord-ouest au sud-est (le cierzo), froid et sec, et du sud-est au nord-ouest (le bochorno), chaud et humide.

Les températures moyennes dépendent de l'altitude. Dans la vallée de l'Ébre, les hivers sont relativement doux, bien que la sensation de froid soit renforcée par les vents du cierzo, tandis que les températures estivales peuvent atteindre les 40 °C. Dans les régions de montagne, les hivers sont plus longs et les températures inférieures de 10 °C à celles qui sont enregistrées dans la vallée.

### Hydrographie
L'Aragon est partagé entre trois bassins hydrographiques :
- bassin du Tage, qui prend sa source dans la sierra d'Albarracín ;
- bassin du Turia, qui prend sa source dans la sierra de Teruel, à la Muela de San Juan, près de Guadalaviar ;
- bassin de l'Èbre, qui, bien que ne prenant pas sa source en Aragon, occupe la majeure partie de la communauté.

L'Aragon est partagée transversalement par l'Èbre, qui est le fleuve au débit le plus puissant d'Espagne. La plus grande partie des rivières d'Aragon sont des affluents de l'Èbre :
- les affluents de la rive gauche descendent des vallées des Pyrénées, comme l'Aragón, qui prend sa source à Huesca, avant de rejoindre le fleuve en Navarre, le Gállego et le Cinca, qui se joint au Sègre ;
- les affluents de la rive droite descendent des vallées des monts Ibériques, comme le Jalón, le Huerva et le Guadalope.

Près de la frontière avec la Catalogne, le lac de retenue du barrage de Mequinenza a reçu le nom de « mer d'Aragon ». Ce vaste lac a effectivement une superficie de 1 530 km2 et une longueur de 110 km.
Un élément caractéristique de l'hydrographie est l'abondance des petits lacs de montagnes, appelés ibones en Aragon. Ces lacs, remarquables pour leur beauté et leur pittoresque ont été formés lors de la dernière glaciation. Ils se trouvent pour la plupart à des altitudes supérieures à 2 000 m.
Afin de lutter contre les effets de la sécheresse et améliorer l'irrigation, plusieurs canaux ont été creusés en Aragon à la fin du XVIIIe siècle et au cours du XIXe principalement. Le plus ancien et le plus important reste le canal impérial d'Aragon, construit à la fin du XVIIIe siècle, parallèlement au cours de l'Èbre, en amont de Saragosse, entre Fontellas (Navarre) et Fuentes de Ebro (Saragosse).
Les autres canaux importants sont le canal d'Aragon et Catalogne et le canal de Bardenas, construit au début du XXe siècle entre Yesa et le Gállego. Le dernier tronçon est, à l'heure actuelle, encore à l'étude.

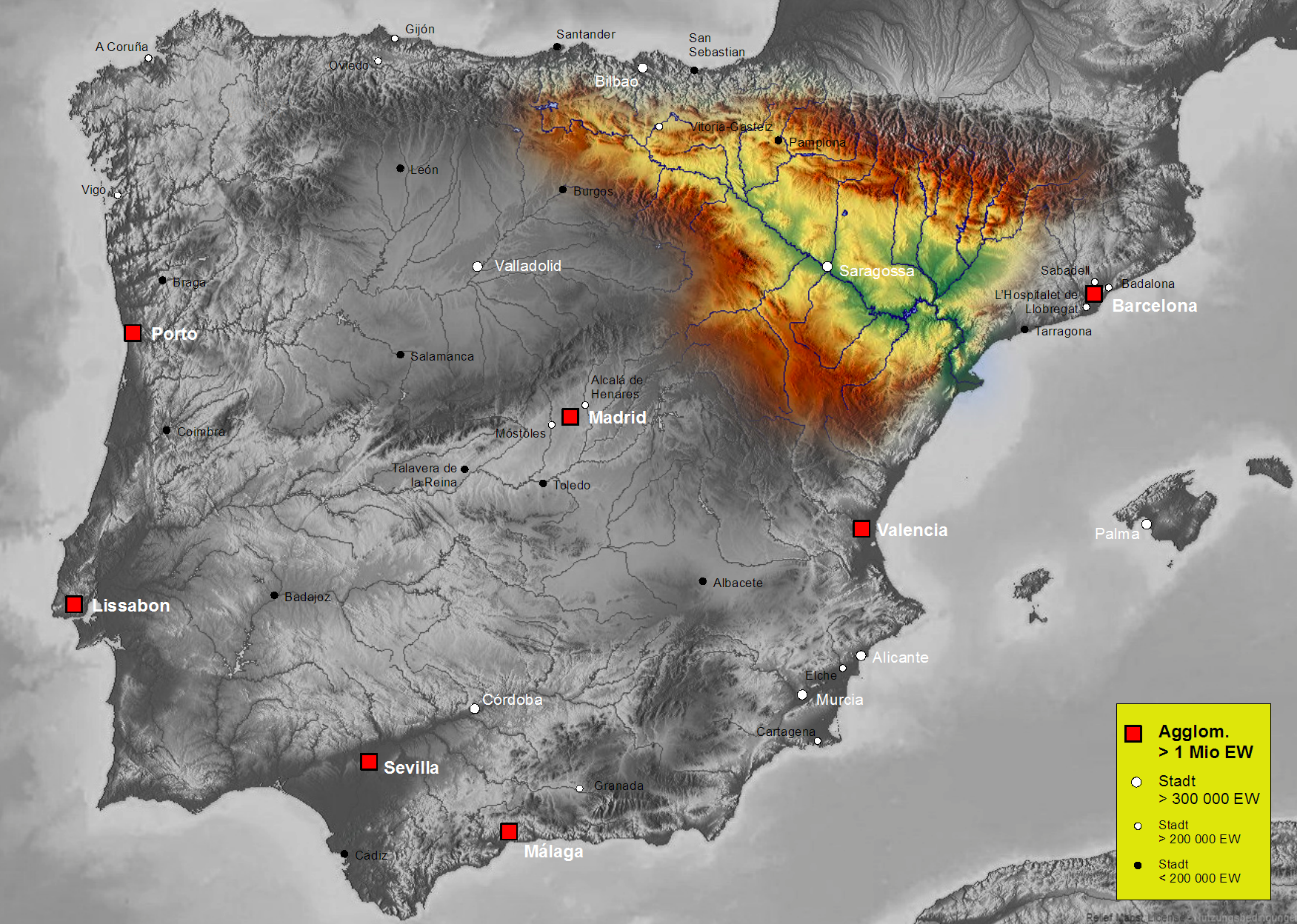
Bassin hydrographique de l'Èbre.
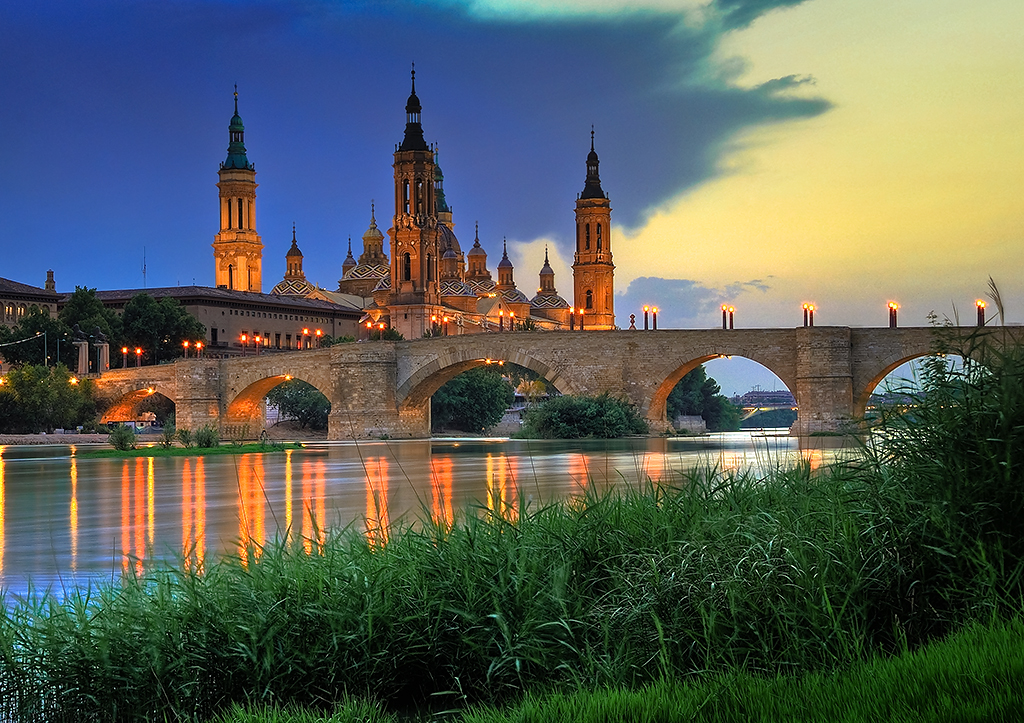
Le lit de l'Èbre à Saragosse.
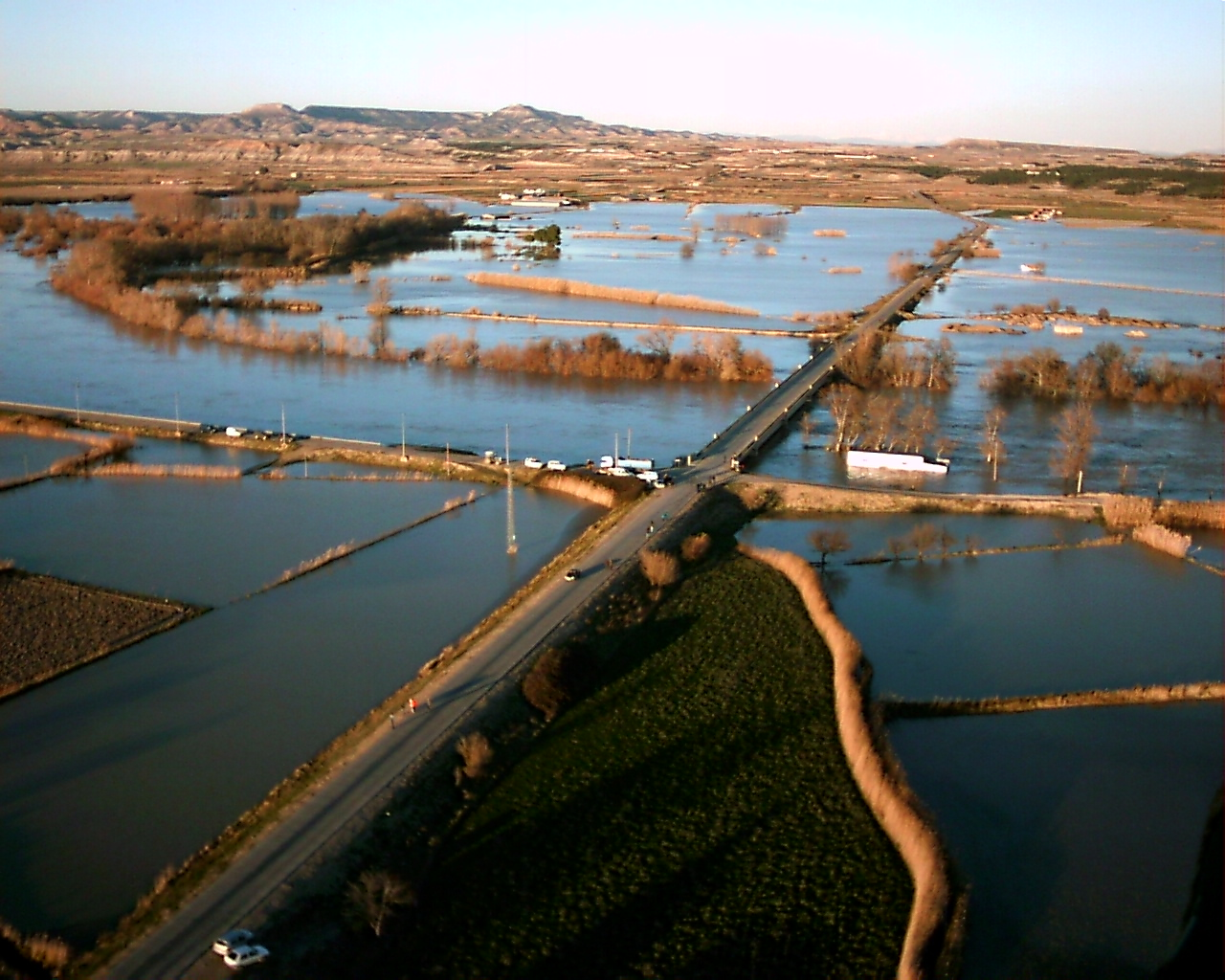
Crue de l'Èbre dans la province de Saragosse, le 6 février 2003.
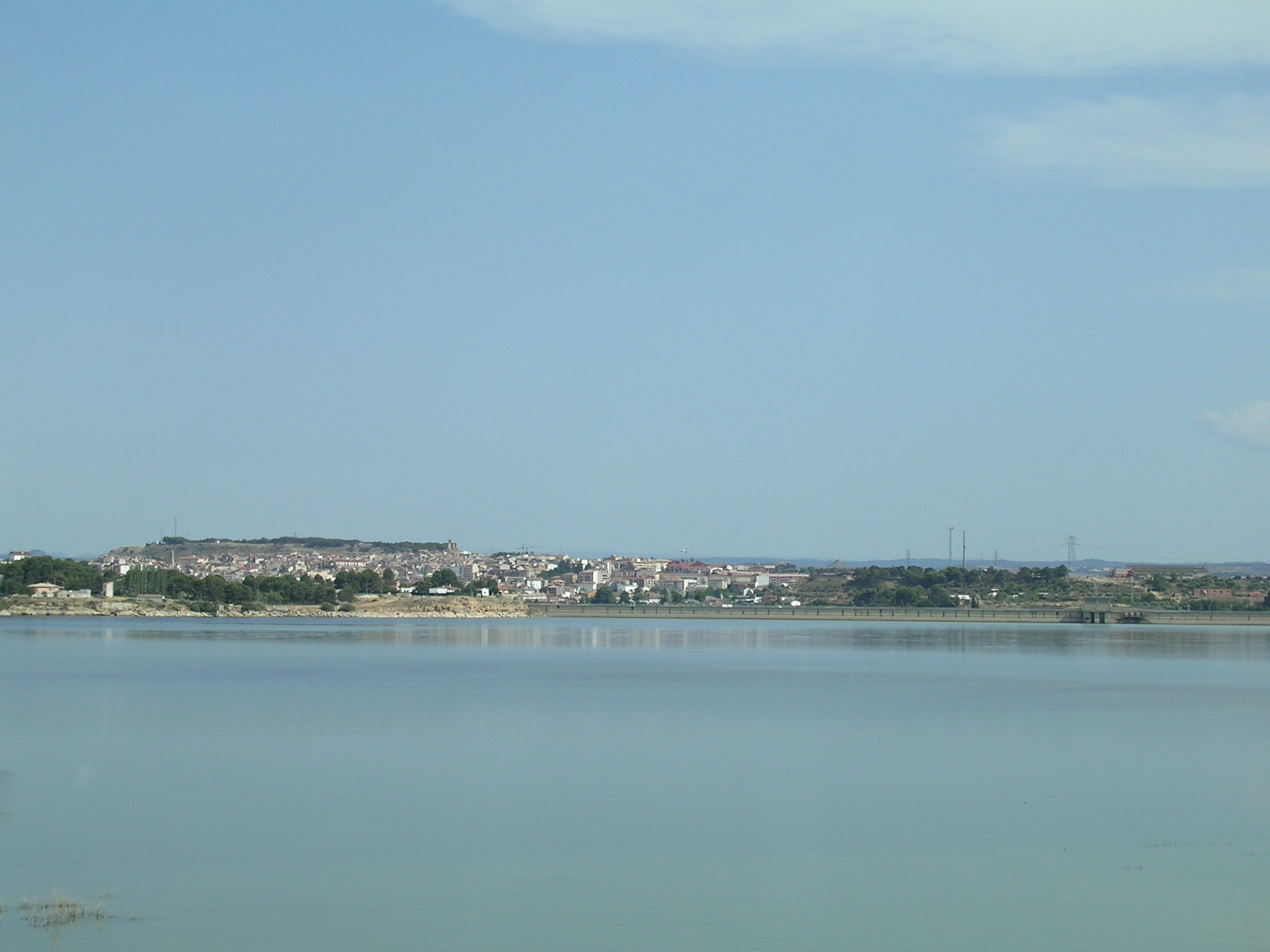
Vue de la ville de Caspe au bord de la « mer d'Aragon ».
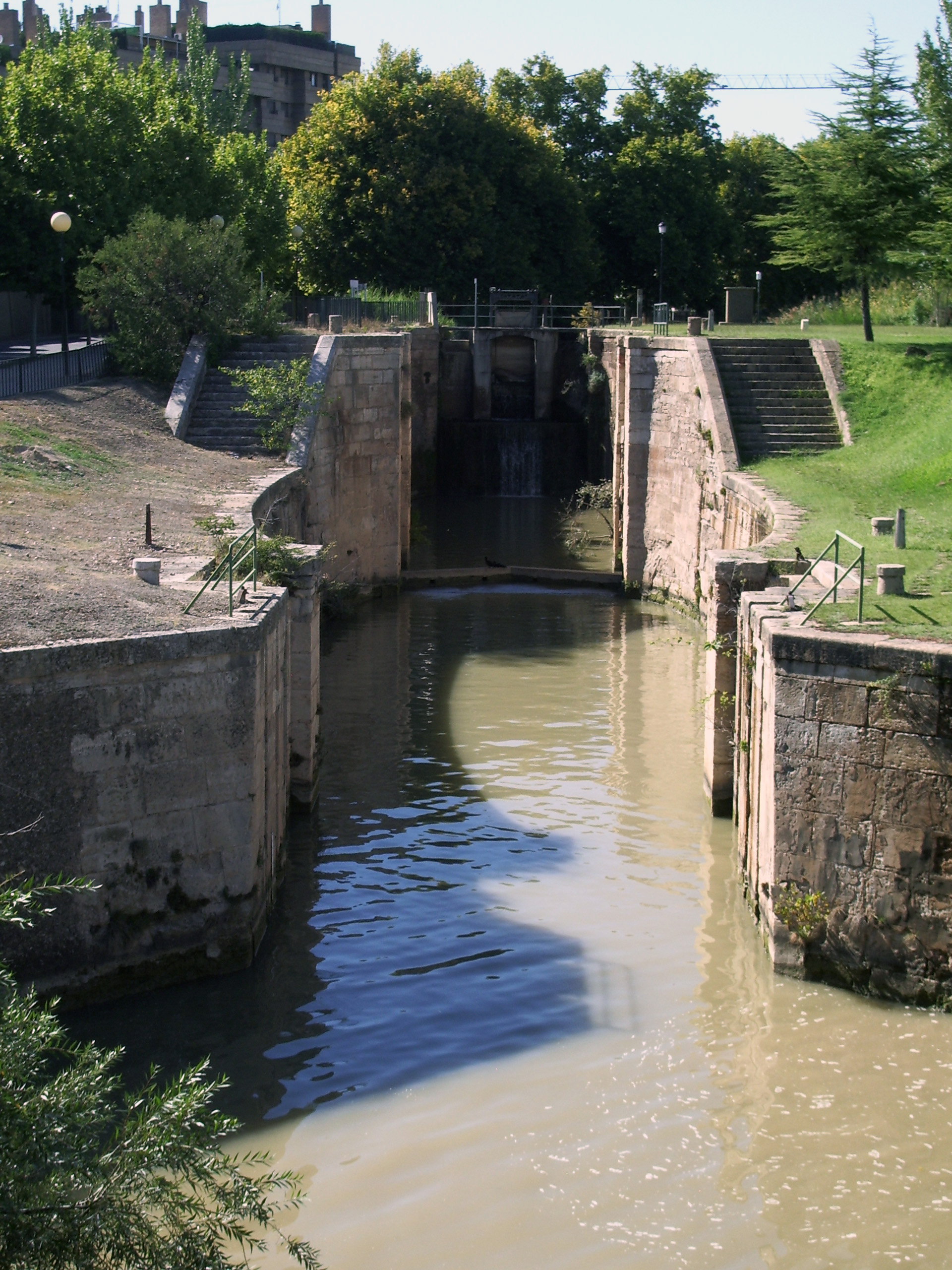
Écluse du canal impérial d'Aragon à Saragosse.

### Subdivisions administratives
Depuis la réforme territoriale de 1833, l'Aragon est divisé en trois provinces que sont la province de Huesca, la province de Saragosse et la province de Teruel. La capitale de chacune d'entre elles se trouve dans la ville du même nom.
Chaque province est divisée en comarques, au nombre de 10 dans chacune des provinces de Huesca et de Teruel, et de 13 dans la province de Saragosse. Chaque comarque est ensuite divisée en commune.

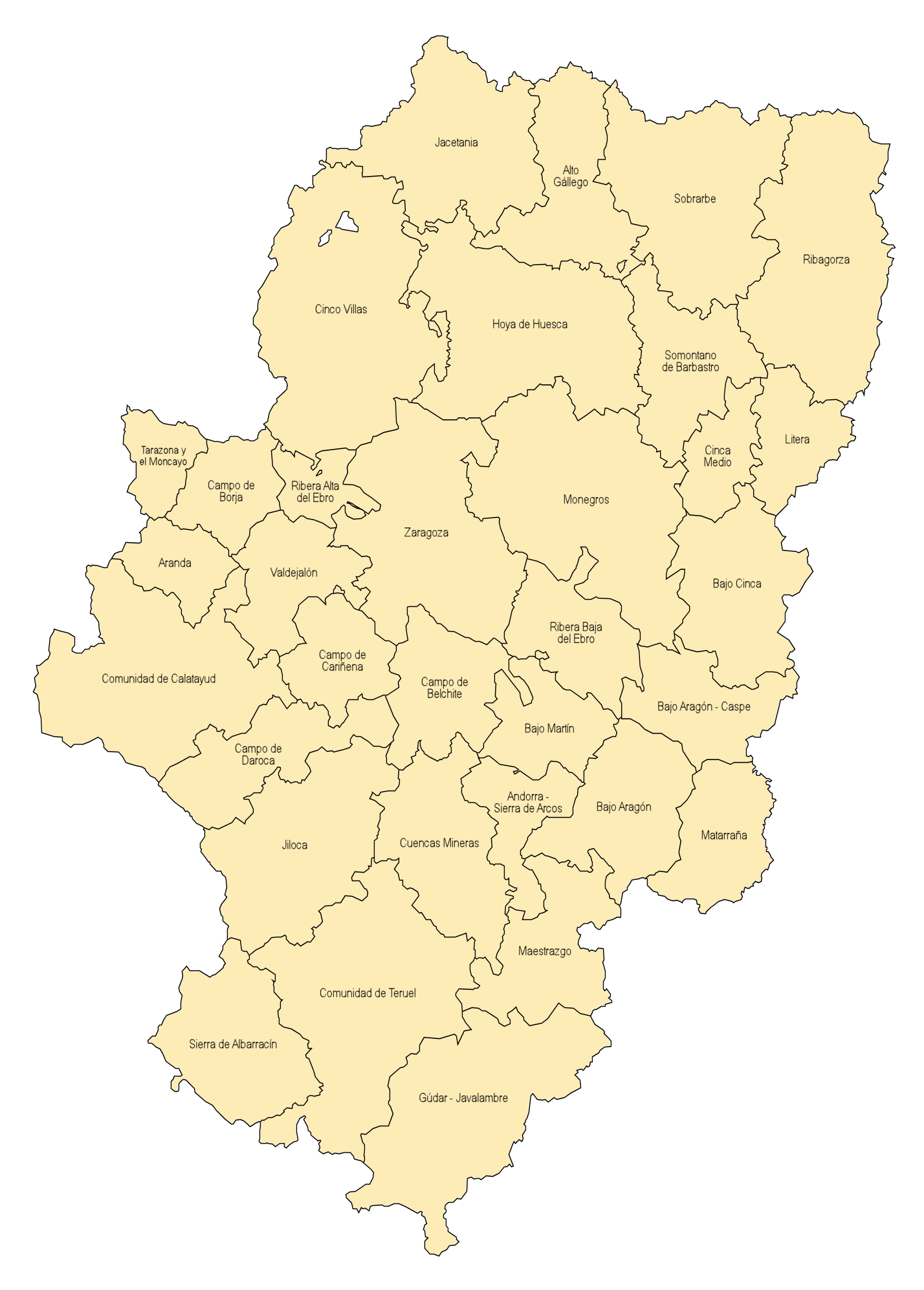
Carte des 33 comarques d'Aragon.

Carte des communes d'Aragon.

| Provinces | Provinces                          | Comarques | Communes                        |
| --------- | ---------------------------------- | --- | ------------------------------- |
|           | Province de Huesca 228 566 hab.    | Comarques de Huesca Alto Gállego, Bajo Cinca, Cinca Medio, Hoya de Huesca, Jacetania, La Litera, Monegros, Ribagorza, Sobrarbe et Somontano de Barbastro. | Huesca 52 347 hab. communes     |
|           | Province de Teruel 145 227 hab.    | Comarques de Teruel Bajo Martín, Jiloca, Cuencas Mineras, Andorra-Sierra de Arcos, Bajo Aragón, Comunidad de Teruel, Maestrazgo, Sierra de Albarracín, Gúdar-Javalambre et Matarraña. | Teruel 35 241 hab. communes     |
|           | Province de Saragosse 973 252 hab. | Comarques de Saragosse Aranda, Bajo Aragón-Caspe, Campo de Belchite, Campo de Borja, Campo de Cariñena, Campo de Daroca, Cinco Villas, Comunidad de Calatayud, Ribera Alta del Ebro, Ribera Baja del Ebro, Tarazona y el Moncayo, Valdejalón et Saragosse. * Quelques communes des comarques de Jacetania, Hoya de Huesca, Monegros et Bajo Cinca. | Saragosse 675 121 hab. communes |

## Espaces et parcs naturels
La communauté autonome d'Aragon comprend 1 parc national et 4 parcs naturels, ainsi que divers espaces naturels protégés.

### Parcs nationaux
- le parc national d'Ordesa et du Mont-Perdu (Parque Nacional de Ordesa y Monte Perdido) s'étend sur 15 608 ha, dans la province de Huesca, au cœur des Pyrénées centrales. C'est le second parc le plus ancien d'Espagne, puisque la zone est protégée depuis le 16 août 1918. Il est également protégé au titre de patrimoine naturel de l'humanité par l'UNESCO et est considéré comme une réserve de la biosphère.

### Parcs naturels
- le parc naturel de Posets-Maladeta (Parque Natural Posets-Maladeta) s'étend sur 33 267 ha, dans la province de Huesca, sur la vallée de Benasque. Il recouvre deux des plus hauts massifs des Pyrénées, le massif des Posets et le massif de la Maladeta. Il a été ouvert en 1994.
- le parc naturel de la Sierra et des gorges de Guara (Parque Natural de la Sierra y Cañones de Guara) s'étend sur 47 450 ha, dans la province de Huesca. Il a été ouvert en 1990.
- le parc naturel du pâturage du Moncayo (Parque Natural de la Dehesa del Moncayo) s'étend sur 9 848 ha, autour du sommet du Moncayo. L'espace, protégé depuis 1927, bénéficie d'une protection accrue comme parc naturel depuis 1978.
- le parc naturel des vallées occidentales (Parque Natural de los Valles Occidentales) s'étend sur 27 073 ha, dans le nord de la province de Huesca, sur les communes d’Aísa, Ansó, Aragüés del Puerto, Borau et la vallée de Hecho. Il est le dernier des parcs naturels, créé en 2006.

### Réserves naturelles
- la réserve naturelle dirigée des bois et des bras morts de l'Èbre (Reserva Natural Dirigida de los Sotos y Galachos del Ebro)[5] s'étend sur 800 ha au bord de l'Èbre, 12 km au sud de la ville de Saragosse, sur les localités de la Alfranca de Pastriz, la Cartuja et el Burgo de Ebro. Il est affecté à la protection de la faune et de la flore qui se sont développés sur les berges et les méandres abandonnés de l'Èbre.
- la réserve naturelle dirigée du lac de Gallocanta (Reserva Natural Dirigida Laguna de Gallocanta)[6] s'étend sur 7,5 km de long et 2,5 km de large, à plus de 1 000 m d'altitude, sur les comarques de Daroca et Jiloca. Il s'agit de la plus grande zone humide salée d'Espagne, et à ce titre elle est aussi protégée comme zone humide d'importance internationale (Convention de Ramsar).
- la réserve naturelle dirigée des salines de Chiprana (Reserva Natural Dirigida de las Saladas de Chiprana) s'étend sur 154 ha, entièrement dans la commune de Chiprana, qui compte plusieurs salines : la saline de Chiprana proprement dite, la saline de Roces, el Prado del Farol et trois autres petites cuvettes. Elle est protégée comme zone humide d'importance internationale (Convention de Ramsar) depuis 1994 et comme réserve naturelle dirigée depuis 2006[7].

### Paysages protégés
- le paysage protégé des Pinares de Rodeno (Paisaje Protegido de los Pinares de Rodeno) ;
- le paysage protégé San Juan de la Peña et Roche Oroel (Paisaje Protegido San Juan de la Peña y Monte Oroel) ;
- le paysage protégé de las Foces de Fago et Biniés (Paisaje Protegido de las Foces de Fago y Biniés) s'étend sur 1 440 ha, dans la comarque de Jacetania, au sud des Montagnes Intérieures[8].

### Monuments naturels
- le monument naturel des glaciers pyrénéens (Monumento Natural de los Glaciares Pirenaicos) ;
- le monument naturel des grottes de Cristal de Molinos (Monumento Natural de las Grutas de Cristal de Molinos) ;
- le monument naturel du pont de la Fonseca (Monumento Natural del Puente de la Fonseca) ;
- le monument naturel des sources du Pitarque (Monumento Natural del Nacimiento de río Pitarque) ;
- le monument naturel des orgues de Montoro (Monumento Natural de los Órganos de Montoro).

## Histoire

### Préhistoire

Le paléolithique en Aragon.

Les témoignages les plus anciens de vie humaine en Aragon remontent à l'époque des glaciations, au Pléistocène, il y a environ 600 000 ans. Ces populations ont laissé des témoignages d'artisanat acheuléen. On a retrouvé des bifaces de silex et des hachereaux de quartzite. Au paléolithique supérieur apparaissent deux nouvelles cultures : le solutréen et le magdalénien. Les restes de l'épipaléolithique, entre le VIIe et le Ve millénaire, sont concentrés dans le Bas-Aragon, en occupant l'époque entre le VIIe et le Ve millénaire. On trouve des objets de la période néolithique, de la première moitié du Ve millénaire, dans les Sierras Exteriores de la région de Huesca et dans le Bas-Aragon.
L'âge du bronze est présent encore dans la province de Huesca par deux noyaux mégalithiques importants : le piémont pyrénéen des Sierras Exteriores et les hautes vallées pyrénéennes. Les dernières périodes de l'âge du bronze final, vers 1100 av. J.-C., sont caractérisées par la culture des champs d'urnes. Il s'agit de populations indo-européennes, originaires du centre de l'Europe, qui se mêlent à des populations méditerranéennes. Ils incinèrent leurs morts et placent les cendres dans des urnes funéraires. Des exemples existent dans la grotte du Maure à Olvena, la Masada del Ratón à Fraga et le Cabezo de Monleón à Caspe. Un essor de la métallurgie se caractérise par l'augmentation des moules de fonte qui sont trouvés dans les lieux habités.

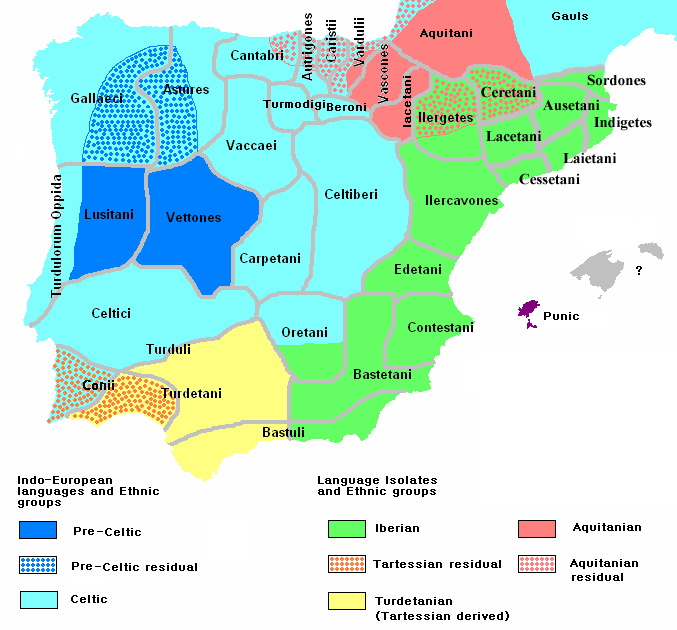
Les peuples en Espagne au

L'âge du fer est mieux documenté. L'activité commerciale, en particulier avec les Phéniciens, les Étrusques et les Grecs, se développe et soutient la métallurgie du fer. Les outils et l'armement se modernisent et se perfectionnent. Au VIe siècle coexistent en Aragon six groupes distincts, appartenant aux groupes ibère, celtique et aquitain : les Vascons, les Suessétanes, les Sédétanes, les Iacétanes, les Ilergetes et les Celtibères citérieurs. Ce sont tous des groupes ibérisés, sédentaires, installés dans des villages fixes. Les exemples les plus remarquables se trouvent à Cabezo de Monleón à Caspe, Puntal à Fraga, Roquizal del Rullo et Loma de los Brunos. Le système social est basé sur le groupe familial, constitué autour de quatre générations. Les activités économiques sont principalement l'agriculture et l'élevage. Le pouvoir est exercé par un roi, entouré de la population masculine qui se réunit en assemblée.

### Antiquité
Les Romains arrivent au IIe siècle av. J.-C. et progressent facilement vers l'intérieur de l'Hispanie. Dans le premier découpage territorial de l'Hispanie, l'Aragon actuel est inclus dans l'Hispanie citérieure. Au Ier siècle av. J.-C., elle est rattachée à la province de Tarraconaise. La romanisation de la région passe par la fondation de cités nouvelles ou la refondation de cités celtibères : Caesaraugusta (Saragosse), Osca (Huesca) ou Bilbilis (Calatayud).
En 197 av. J.-C., Sempronius Tuditanus, préteur d'Hispanie citérieure, doit faire face à un soulèvement général qui provoque la défaite de l'armée romaine et la mort du préteur. Le Sénat envoie le consul Caton et une armée de 60 000 hommes. Pourtant, les peuples de la région, excepté les Ilergetes qui négocient leur reddition avec Caton, poursuivent le combat. La rébellion se diffuse à l'ensemble de la péninsule, ce qui entraîne des pertes élevées pour l'armée romaine, dont la moitié des effectifs est tuée en 188 av. J.-C. Acidinus Manlius, préteur la Citérieure, affronte les Celtibères à Calagurris en 184 av. J.-C., tandis que Terentius Varrone bat les Suessétanes et s'empare de leur capitale, Corbio.
Au Ier siècle av. J.-C., l'Aragon est le théâtre de la guerre civile romaine, lorsque le gouverneur Quintus Sertorius, du parti marianiste, se réfugie à Osca.
Au milieu du IIIe siècle commence le déclin de l'Empire romain. Entre 264 et 266, les Francs et les Alamans, deux peuples germaniques, traversent les Pyrénées et atteignent Tarazona, qu'ils saccagent. Des groupes de brigands, appelés bagaudes, se livrent au pillage et dévastent la vallée de l'Èbre au Ve siècle.

Division de l'Hispanie romaine au IIe siècle.
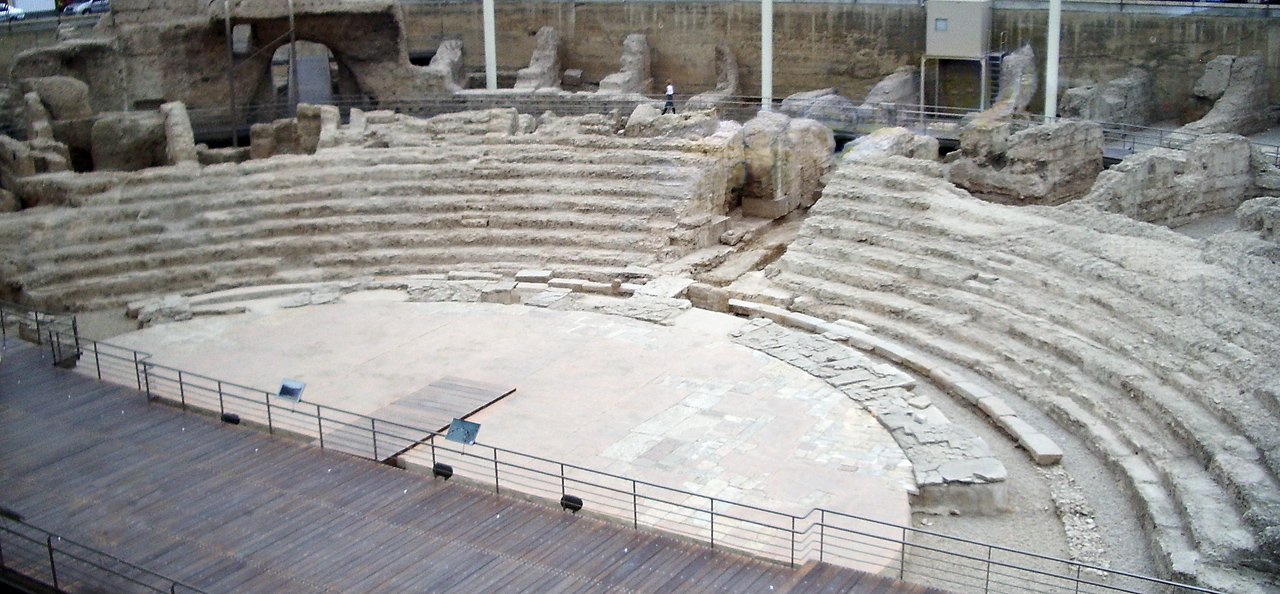
Théâtre romain de Caesaraugusta, actuelle Saragosse, capitale d'un Conventus juridici, édifié sous Auguste et Tibère.
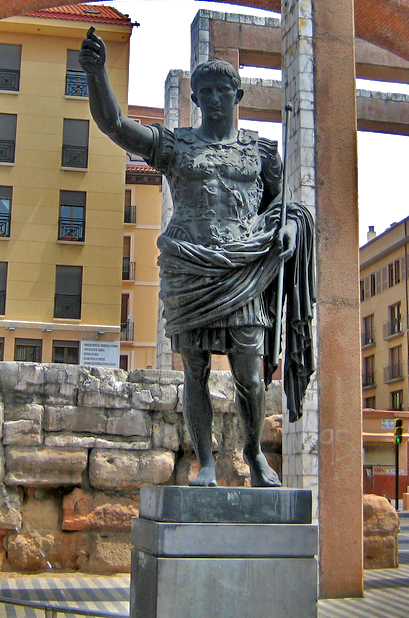
Statue d'Auguste près des restes de la muraille romaine de Saragosse.
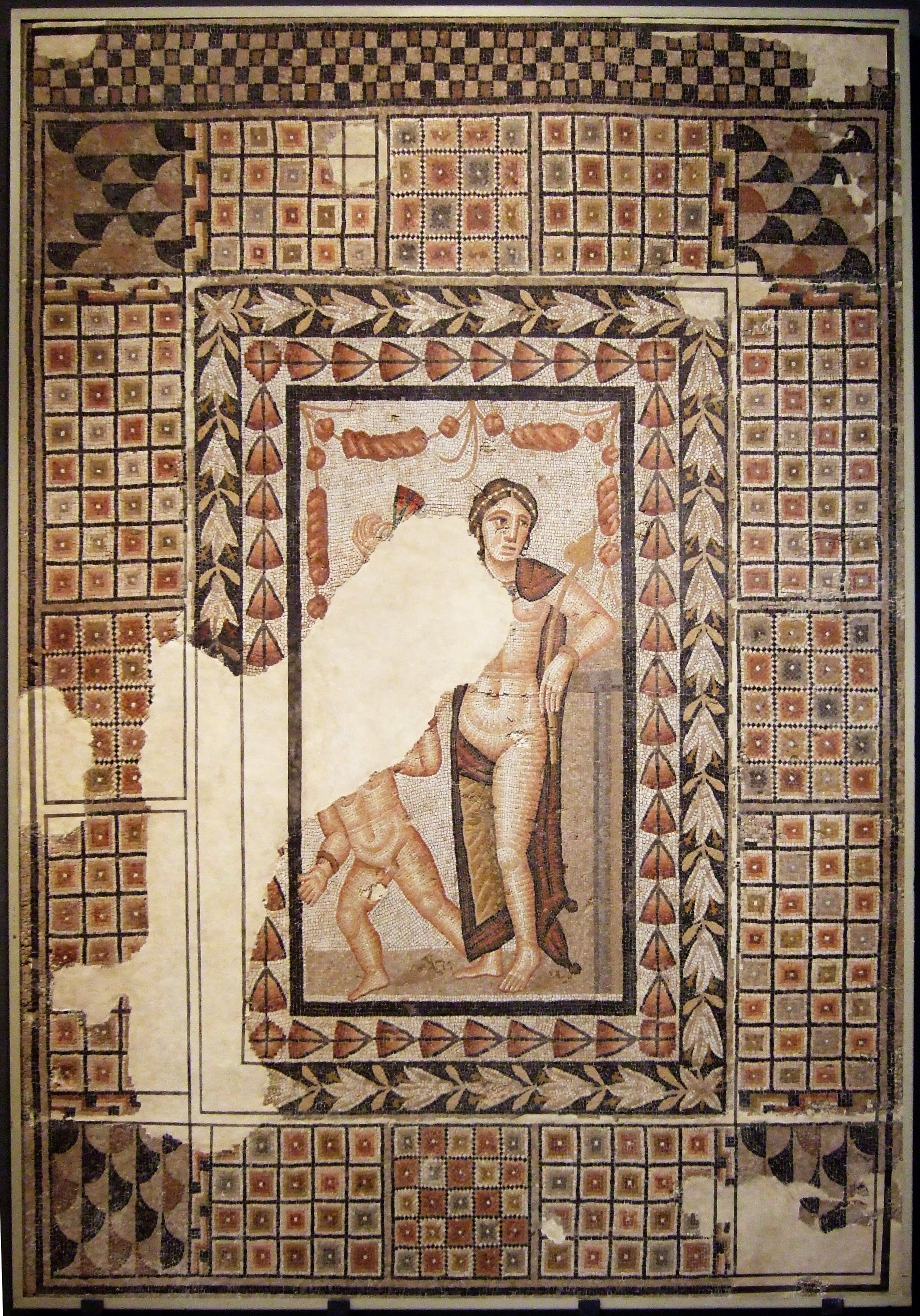
Mosaïque de Vénus et Éros, trouvée dans la villa de Fortunatus à Fraga, construite au IVe siècle.
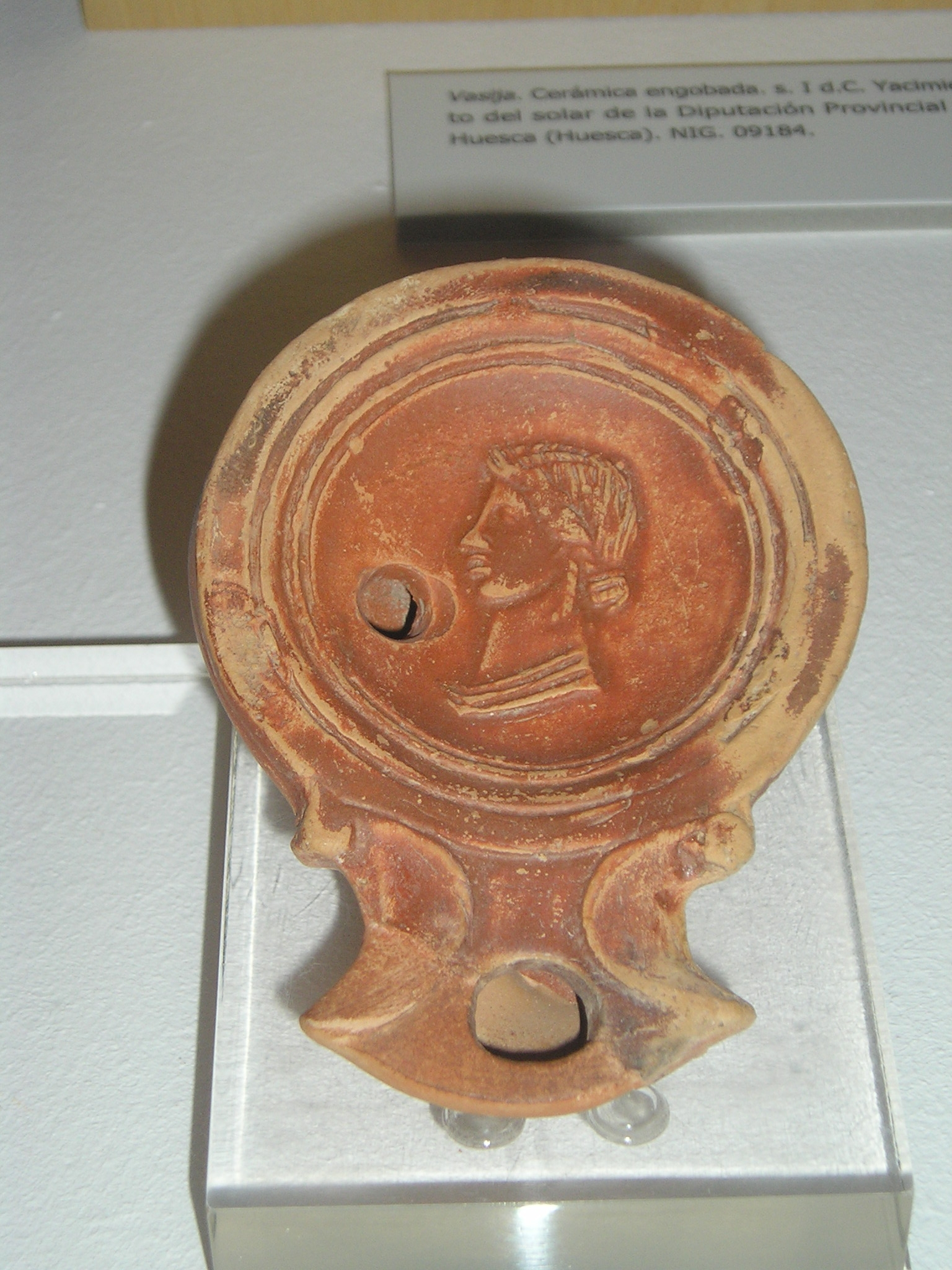
Lucernaire romain du Ier siècle trouvé à Municipium Vrbs Victrix Osca, l'actuelle Huesca, qui dénote de la forte romanisation de la vallée de l'Èbre.

### Moyen Âge

#### Haut-Moyen Âge
En 408, l’invasion des Vandales, des Suèves et des Alains bouleverse la péninsule ibérique, mais la Tarraconaise reste un réduit romain. En 459, Majorien est le dernier empereur qui vient en Espagne, pour maintenir la Tarraconaise et la Carthaginoise dans l’Empire romain et préparer une offensive contre les Vandales d’Afrique, qui échoue. Après lui, les rois Wisigoths prennent définitivement le contrôle des provinces espagnoles. Le sort de l'Aragon est alors celui du royaume des Wisigoths, qui perdure jusqu'en 711, date de la conquête de la péninsule par les Arabes.
Le nom d'« Aragon » apparait pour la première fois au haut Moyen Âge en 828, lorsqu'un petit comté franc, centré sur la ville de Jaca, prend le nom de la rivière qui le traverse, l'Aragon, et de son affluent, l'Aragon Subordán. Ce comté d'Aragon, durant la première moitié du IXe siècle, reste dans l'orbite carolingienne, qui lui est relié par la vallée d'Hecho et le col du Somport. Le monastère de San Pedro de Siresa, fondé à cette époque, est placé sous l'obédience bénédictine : son importance s’accroît et en fait le centre culturel du comté.
Au cours du IXe siècle, l'influence carolingienne recule au profit des voisins ibériques : le roi de Pampelune, Íñigo Arista, s'entremet dans les guerres de succession du comté, tandis que le comte Aznar II Galíndez marie sa fille Sancha au wali de Huesca, Mohammed al-Tawil. L'expansion du royaume de Navarre vers le sud gêne cependant considérablement les progrès du petit comté, en lui coupant les routes de la reconquête. La mort de Galindo II Aznárez sans fils légitime provoque le partage de ses terres : la Sobrarbe passe à sa fille Toda, qui a épousé Bernard, comte de Ribagorce, tandis que l'Aragon proprement dit tombe dans la dépendance du roi de Pampelune García II qui a épousé Andregoto Galíndez.
L'Aragon est alors considéré comme une seigneurie particulière, « terre des seigneurs aragonais », dirigée par un comte obéissant au roi de Pampelune. Le premier d'entre eux est justement un fils illégitime du comte défunt. Peu à peu, le comté d'Aragon se développe sur le plan culturel : le monastère de San Juan de la Peña, fondé par des religieux qui avaient quitté Saragosse, occupée par les Maures, devient un foyer de culture chrétienne tourné vers l'idéal de reconquête et la réintroduction du rite wisigoth dans la liturgie. En 922, les évêques d'Aragon, parfois appelés « évêque de Jaca » ou « de Huesca », s'installent dans la vallée de Borau. Ils prennent leur résidence dans plusieurs monastères majeurs, tels que San Juan, San Pedro ou San Adrián de Sasabe. Sanche le Grand donne en 1015 les territoires de l'Aragon à son fils illégitime Ramire. Son père partage en 1135 ses États entre ses quatre fils : Ramire hérite de l'Aragon, dont il devient le premier roi. En 1043, son frère Gonzalo de Sobrarbe et Ribagorce, roi de Sobrarbe et Ribagorce est assassiné, et c'est lui qui hérite de son royaume.

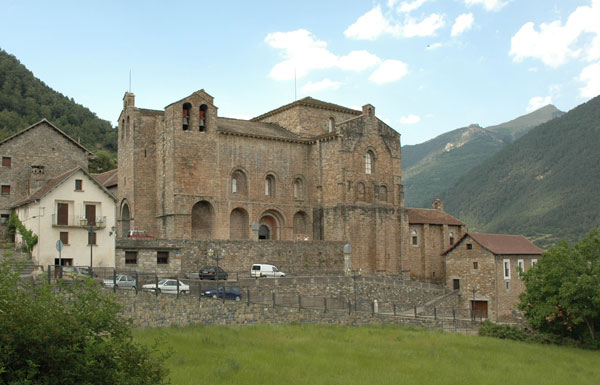
Monastère de San Pedro de Siresa, foyer culturel du comté d'Aragon.
Monastère de San Adrián de Sasabe, premier siège épiscopal d'Aragon.
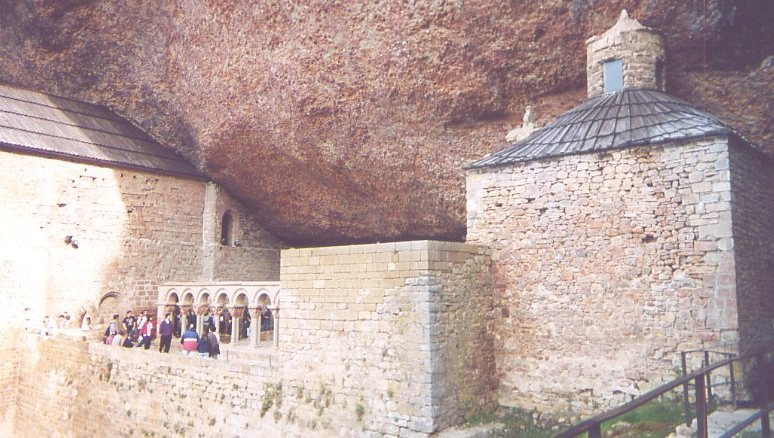
Monastère de San Juan de la Peña.
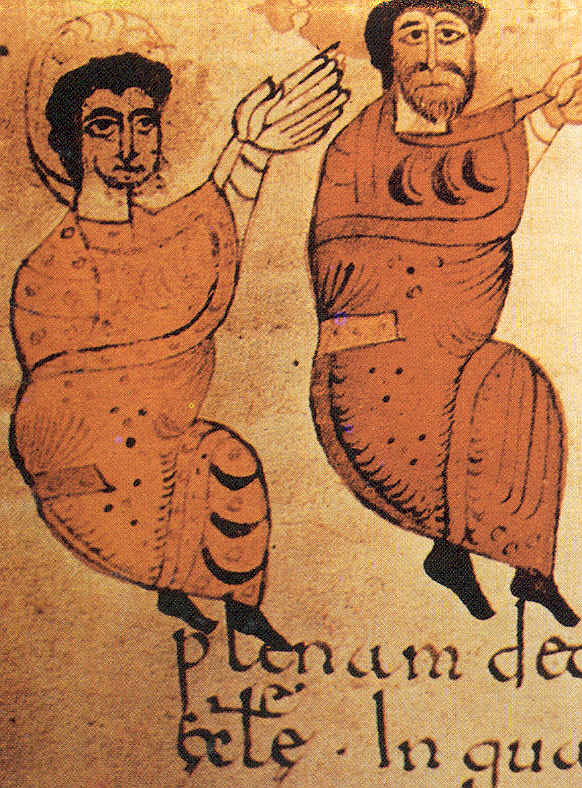
Miniature représentant Ramire Ier, barbu, et Sancho Ramírez, imberbe, fondateurs de la maison d'Aragon (miniature de la première moitié du XIIe siècle).
Le partage du royaume de Navarre à la mort de Sanche III le Grand.

#### Moyen Âge central et bas Moyen Âge
Le jeune royaume d'Aragon continue à s'étendre au cours du XIe siècle. Il intègre d'abord la région des Cinco Villas. En 1076, à la mort de Sancho IV « le Noble », roi de Navarre, l'Aragon arrondit ses frontières en s'emparant des territoires orientaux du royaume de Navarre, tandis que la Castille s'empare de l'ouest de ce royaume. Sous les règnes de Sanche Ier et de Pierre Ier, le royaume poursuit son expansion vers le sud : la ville de Huesca, prise en 1096, devient la nouvelle capitale du royaume, tandis que des forteresses sont construites à El Castellar et Juslibol, afin de surveiller les musulmans de Saragosse.
Alphonse Ier « le Batailleur », roi à partir de 1104, poursuit la politique de conquêtes : il s'empare des terres basses de la vallée de l'Èbre : Ejea, Valtierra, Calatayud, Tudela et même Saragosse, capitale d'une puissante taïfa. À sa mort, juste après la bataille de Fraga, en 1134, les nobles aragonais élisent son frère, Ramiro II, dit « le Moine », car il avait choisi la vie religieuse. Afin d'assumer la continuité dynastique, il épouse Agnès de Poitiers. En 1137, sa fille, Pétronille, épouse Raimond-Berenguer IV, comte de Barcelone. Cette union, qui donne naissance à l'entité de la couronne d'Aragon se renforce considérablement, et conduit à la conquête des royaumes de Majorque et de Valence. La puissance aragonaise se déploie en Méditerranée, et le roi d'Aragon s'empare également de la Sicile et de Naples.
La couronne d'Aragon subit cependant une grave crise en 1412, à la suite de la mort du roi Martin Ier « l'Humain » sans descendance. Le compromis de Caspe conduit à l'élection de Ferdinand de Antequera par la noblesse aragonaise. Ce noble d'origine castillane, de la famille des Trastamare, est également descendant du roi aragonais Pierre IV par sa mère, Éléonore d'Aragon. Dans ce vaste ensemble, l'Aragon est alors un royaume qui possède ses Cortes propres, un droit particulier et une députation royale propre. L'union de Ferdinand II et d'Isabelle de Castille, en 1469, à Valladolid, provoque l'union des deux principaux royaumes de la péninsule, à la base de la création de l'Espagne moderne.

Expansion de la couronne d'Aragon dans la péninsule ibérique entre les Xe et XIVe siècles.
Expansion de la couronne d'Aragon en Méditerranée au milieu du XVe siècle.
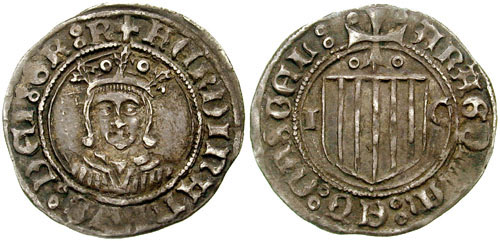
« Aragonés » d'argent de Ferdinand II, frappé en 1484 à Saragosse.

### Époque moderne

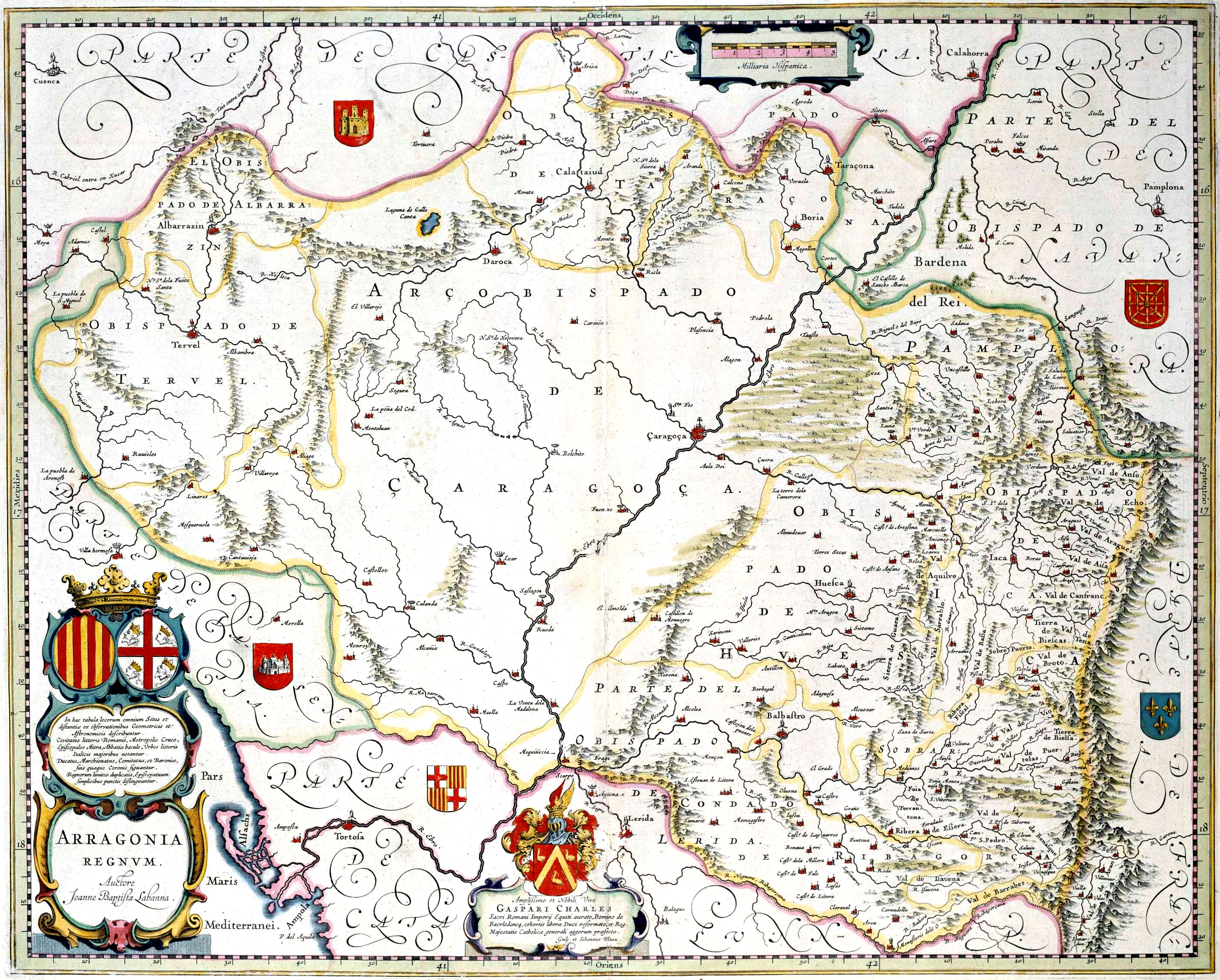
Aragonia Regnum, carte du royaume d'Aragon par les cartographes Blaeu, à partir de la carte de Juan Bautista Labaña et publiée vers 1640.

L'histoire de l'Espagne — et de l'Aragon — est marquée, à l'époque moderne, par le conflit entre les institutions monarchiques espagnoles, qui tendent à la centralisation, et les institutions médiévales locales, qui tendent à la conservation des particularismes et des privilèges locaux. Ce conflit éclate une première fois en 1592, à la suite des troubles que connait l'Aragon entre 1590 et 1591. Aux Cortes de Tarazona, Philippe II décide de remodeler les institutions aragonaises, même s'il ne les supprime pas : le roi choisit le vice-roi (même s'il n'est pas aragonais) et le justicier d'Aragon, la députation du royaume perd le contrôle des impôts, la surveillance du territoire et la nomination des représentants des villes, la cour de justice passe sous le contrôle du roi.
Le XVIIe est une période de décadence pour les institutions aragonaises. Mais il est également une période de travail historique intense qui débouche sur une importante littérature historiographique et juridique du royaume. Afin de soutenir cet effort sont créées en 1601 les archives du royaume d'Aragon, tandis que le poste de chroniqueur d'Aragon prend de l'importance, avec des hommes comme Jerónimo Zurita. Des chroniques particulières se multiplient : Información de los sucesos de Aragón de 1590 y 1591 et les Alteraciones populares de Zaragoza del año 1591 des frères Argensola. De la même manière, une Historia de las cosas sucedidas en este Reyno d'Antonio de Herrera est condamnée à être brûlée par la députation.
Durant la guerre de Succession, l'Aragon prend le parti de l'héritier habsbourg, l'archiduc Charles d'Autriche, contre l'héritier désigné, Philippe V de Bourbon. Après la bataille d'Almanza, en 1707, Philippe V abolit les droits aragonais et adopte diverses mesures : ces transformations, qui débouchent sur les décrets de Nueva Planta, transforment l'Aragon en simple province du royaume.

### Période contemporaine

#### Dix-neuvième siècle
Au cours des XIXe et XXe siècles, l'histoire de l'Aragon ne se distingue pas vraiment de celle du reste de l'Espagne. L'occupation française et la guerre d'Indépendance provoquent des destructions importantes en Aragon. Saragosse, assiégée par deux fois, en 1808 et en 1809, est complètement ruinée. Plus tard, les guerres carlistes, au XIXe siècle, trouvent un écho en Aragon. Les carlistes, à la recherche de partisans, proposent le rétablissement des libertés forales aragonaises.
D'un point de vue administratif, l'Aragon est découpé en 1822 en quatre provinces : Saragosse, Huesca, Teruel et Calatayud. Cette dernière est supprimée après la réorganisation administrative de 1833. Cette perte d'importance traduit l'exode rural massif, qui voit l'émigration des paysans aragonais vers les centres urbains de Saragosse, Huesca, Teruel et Calatayud, mais aussi vers les grandes villes voisines, comme Madrid et Barcelone.

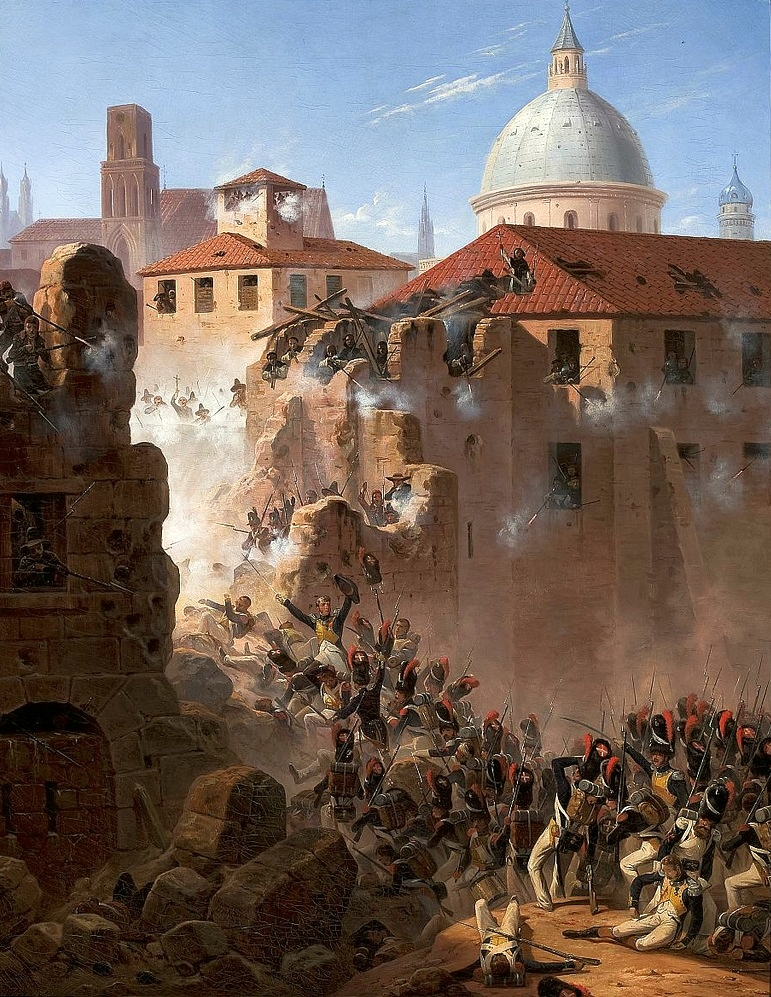
L'assaut de Saragosse, par January Schudolski (1845).
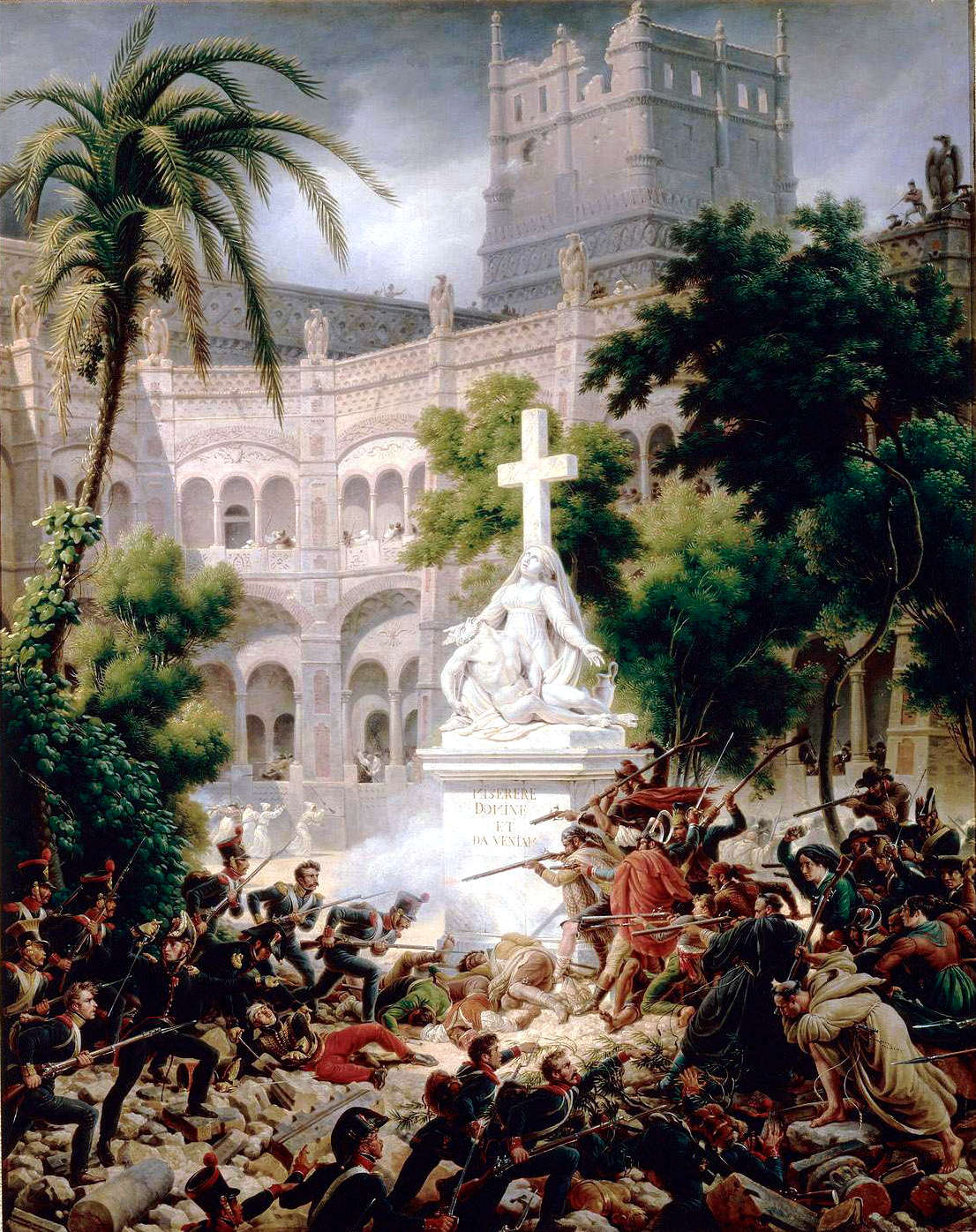
Épisode du siège de Saragosse : assaut du monastère de Santa Engracia, le 8 février 1809, par Louis-François Lejeune.
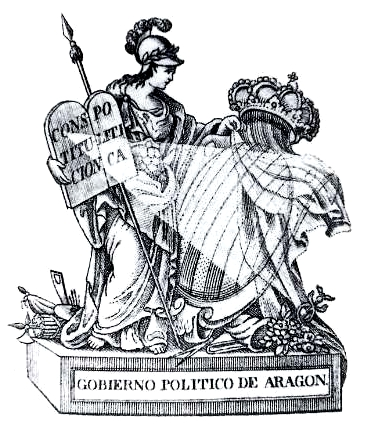
Blason du Gouvernement politique d'Aragon, lors du trienio libéral de 1820-1823.

#### Vingtième siècle
Au début du XXe siècle, l'Aragon reste une des régions les plus pauvres d'Espagne. À ce titre, elle devient un des points principaux pour la relance économique initiée sous la dictature de Primo de Rivera. L'anarcho-syndicalisme s'y développe cependant considérablement, au point d'en faire un des bastions des syndicats de la CNT et de la FAI. À la différence d'autres régions d'implantation de l'anarchisme, comme la Catalogne, il s'agit d'un anarchisme paysan, où la question de la réforme agraire reste prédominante. À ce titre, la mise en place de la république en 1931 est largement soutenue dans les villes comme dans les campagnes. En juin 1936 est présenté devant les Cortes espagnoles un avant-projet du statut d'autonomie d'Aragon, sur le modèle des statuts basque et catalan, qui sera la base des revendications autonomistes postérieures, à la fin du XXe siècle.
Le déclenchement de la guerre d'Espagne, à la suite de la tentative de coup d'État militaire, en juillet 1936, empêche cependant la poursuite de ce projet d'autonomie. Dès les premiers jours de la guerre, l'Aragon se retrouve coupé en deux : la moitié occidentale, avec les capitales provinciales de Saragosse et Téruel, tombe entre les mains des nationalistes. Sous l'influence de milices populaires anarchistes et communistes, l'Aragon est, en 1936 et 1937, le cadre d'une des tentatives de gestion anarchiste originale, dans le cadre du Conseil régional de défense d'Aragon. Entre 1936 et 1939, plusieurs des batailles les plus importantes ont pour théâtre les provinces aragonaises : Belchite, Téruel et enfin l'Èbre. À la suite de l'offensive d'Aragon, en 1939, c'est l'ensemble de l'Aragon qui tombe sous l'autorité franquiste.
Durant les années 1960, l'Aragon souffre d'un exode rural et d'un déclin démographique important dans les zones rurales. Afin de redynamiser la région, Saragosse bénéficie d'un plan de développement dans le cadre des pôles de développement nationaux (Polos de Desarrollo).

Blason du Conseil régional de défense d'Aragon.
Territoire administré dans le Conseil régional de défense d'Aragon.

#### De la Transition démocratique à aujourd'hui
Dans le cadre de la transition démocratique, l'Aragon devient, en 1978, une communauté autonome. Le sentiment régionaliste se développe et se rend visible sur la scène politique, en particulier lors de la manifestation du 23 avril 1978, qui réunit plus de 100 000 personnes dans les rues de Saragosse. Le 10 août 1982, la loi organique sur le statut d'autonomie de l'Aragon, votée par les Cortes Generales, est promulguée par le roi et le président du gouvernement. Le 7 mai 1992, une commission spéciale des Cortes d'Aragon élabore un texte qui vise à réformer le statut d'autonomie. Il entre en vigueur la même année, après l'approbation des Cortes d'Aragon et les Cortes Generales. En 1996, une nouvelle réforme élargit les compétences de la communauté. Ces changements poussent à une révision complète, qui débouche sur un nouveau statut, approuvé à la majorité en 2007.
Dans les années 1990, l'Aragon commence à profiter de la croissance économique du « miracle espagnol ». Les infrastructures sont considérablement améliorées : construction de la voie grande vitesse qui relie Madrid à la frontière française par Madrid-Calatayud-Saragosse-Barcelone, de l'autoroute « Mudéjar », des aéroports de Saragosse et Huesca-Pyrénées. De grands projets de technopoles se développent, comme le parc technologique Walqa, près de Huesca. Enfin, la ville de Saragosse a accueilli, en 2008, une exposition internationale. Pour ce qui est du divertissement, le projet de Gran Scala est un des plus importants en cours.

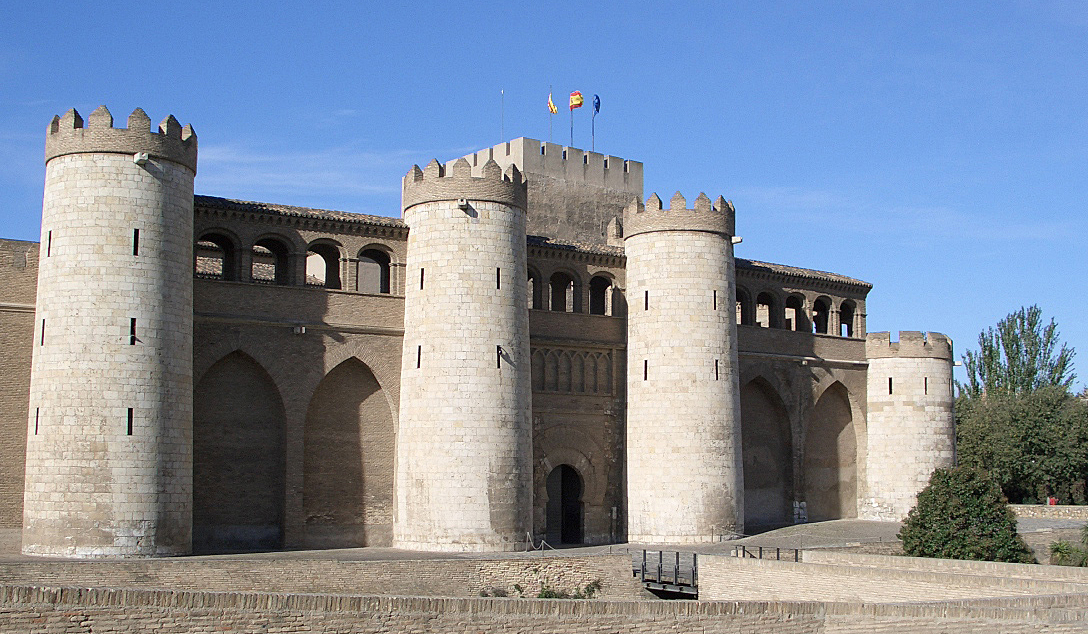
Palais de la Aljafería, siège des actuelles Cortes d'Aragon.
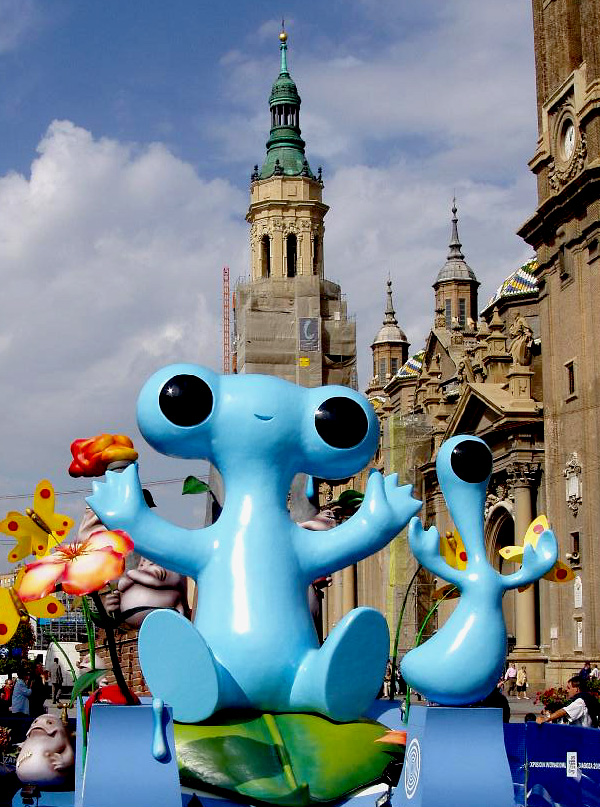
Fluvi, la mascotte de l'Expo 2008 de Saragosse
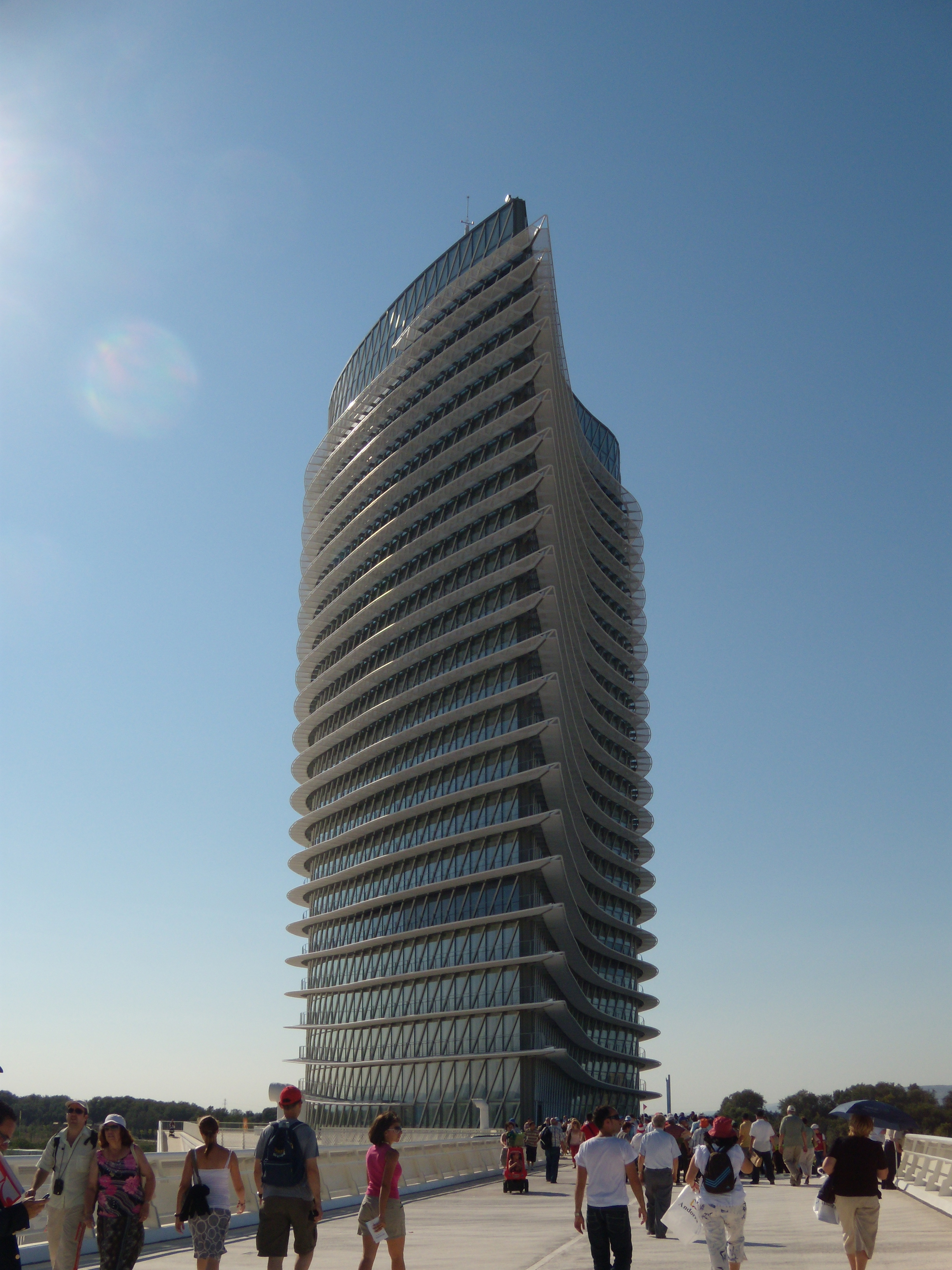
Tour de l'Eau, construite à l'occasion de l'Expo 2008 de Saragosse.
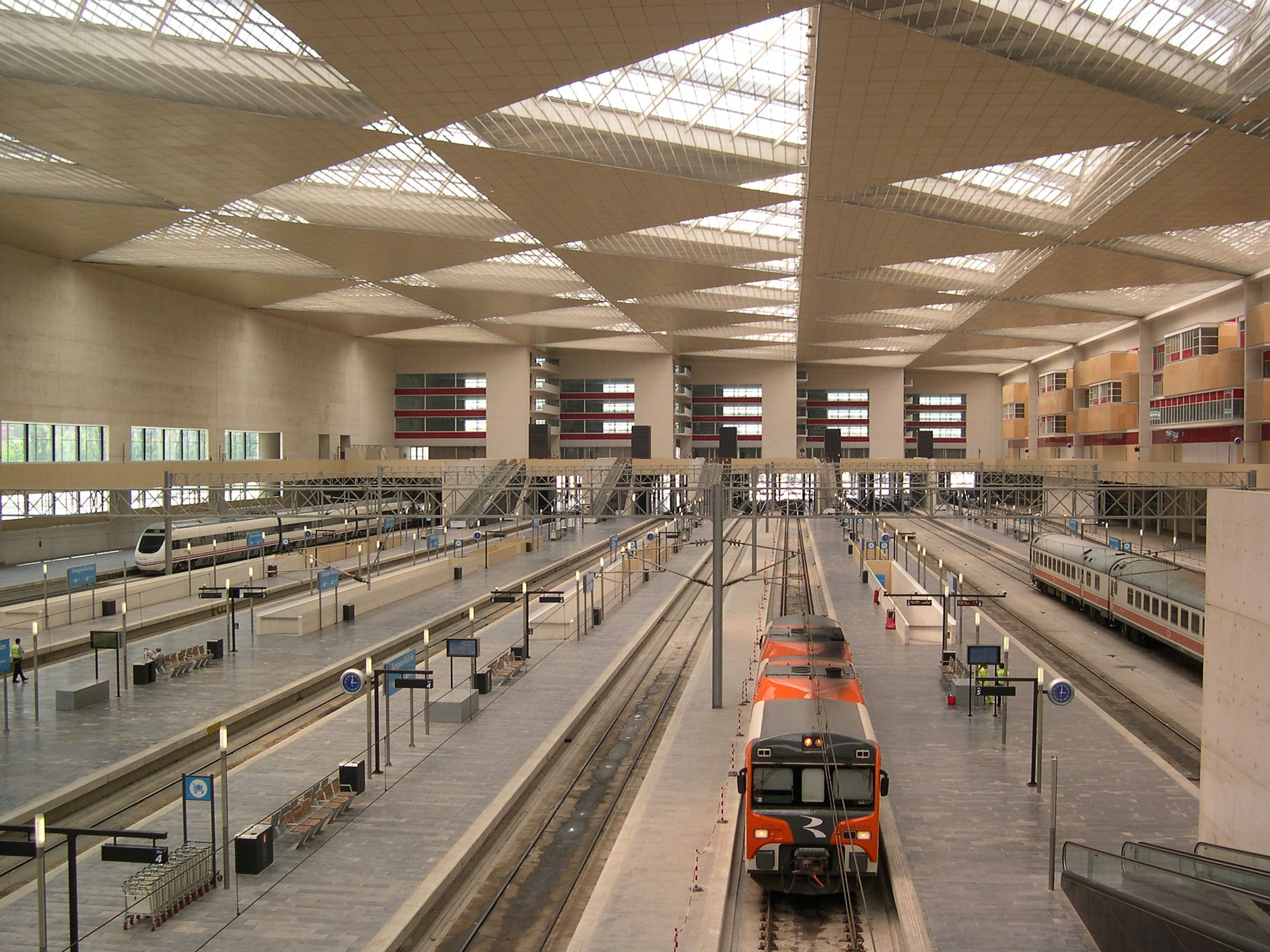
Train régional dans la gare AVE de Saragosse-Delicias.
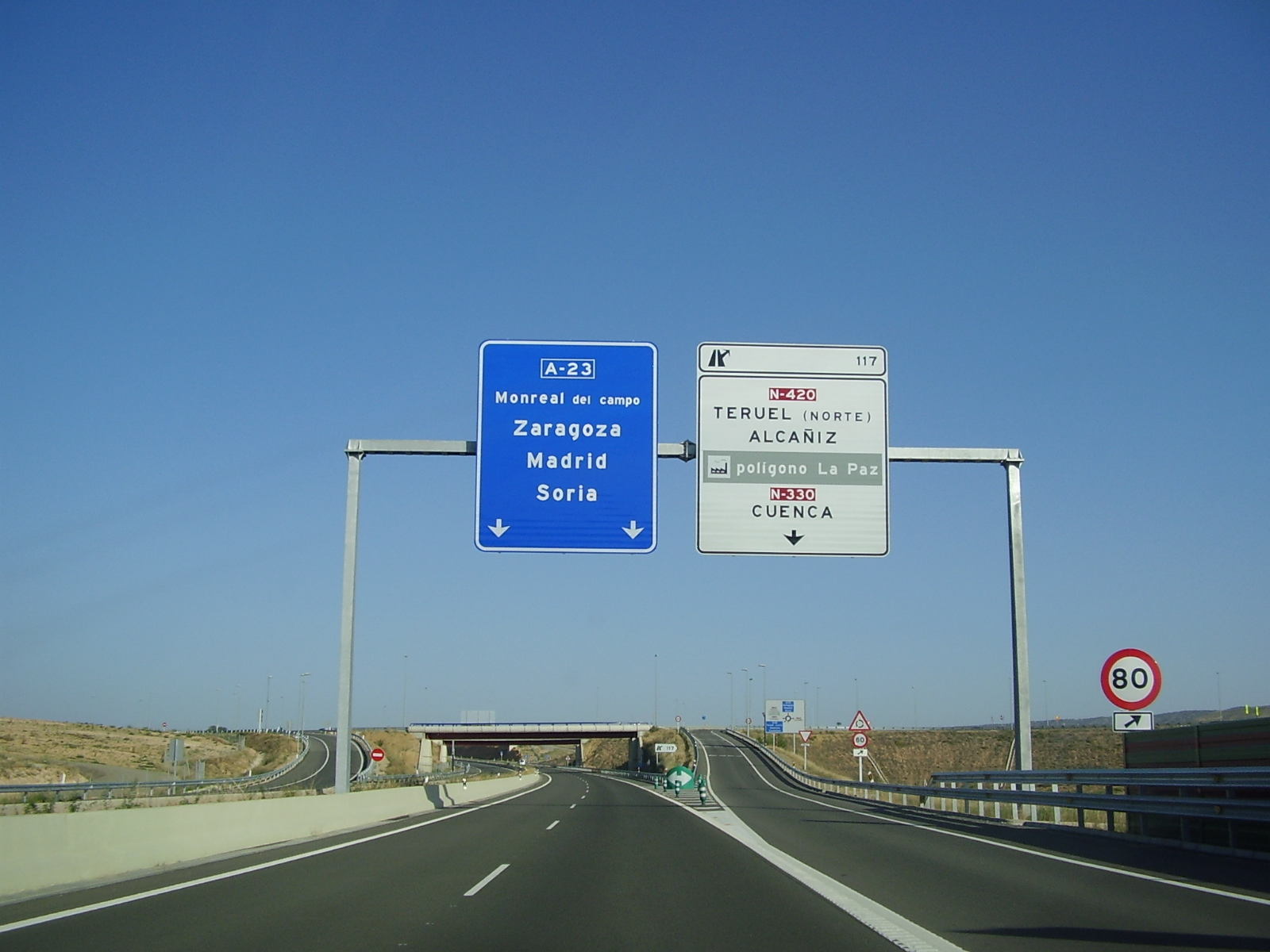
L'A-23 au nord de Teruel, en direction de Saragosse.

## Démographie

### Évolution
Selon le recensement de 1991, l'Aragon comptait 1 221 546 habitants, soit 3,10 % de la population espagnole totale. Le recensement de 1996 a dénombré 1 187 546 habitants, soit un recul de plus de 30 000 habitants. Aujourd'hui, selon le recensement de 2010, ce chiffre est de 1 345 419 habitants. Mais la population aragonaise ne représente actuellement pas plus de 2,86 % de la population totale de l'Espagne.
La proportion d'étrangers était, en 2006, de 8,25 % de la population totale de la communauté, ce qui reste proche de la moyenne nationale (9,27 %).
|             | 1787      | 1857      | 1887      | 1900      | 1910      | 1920      | 1930      | 1940      |
| ----------- | --------- | --------- | --------- | --------- | --------- | --------- | --------- | --------- |
| Population  | 623 055   | 880 643   | 912 197   | 912 711   | 952 743   | 997 154   | 1 031 559 | 1 058 806 |
| Pourcentage | 5,96 %    | 5,69 %    | 5,19 %    | 4,90 %    | 4,77 %    | 4,66 %    | 4,36 %    | 4,07 %    |
|             | 1950      | 1960      | 1970      | 1981      | 1991      | 1996      | 2001      | 2006      |
| Population  | 1 094 002 | 1 105 498 | 1 152 708 | 1 213 099 | 1 221 546 | 1 187 546 | 1 199 753 | 1 277 471 |
| Pourcentage | 3,89 %    | 3,61 %    | 3,39 %    | 3,21 %    | 3,10 %    | 2,99 %    | 2,92 %    | 2,86 %    |

### Communes
La population est inégalement répartie, environ 50,12 % des Aragonais, soit 675 121 personnes, habitent à Saragosse, seule ville de la communauté qui dépassent les 100 000 habitants. Cette concentration de la population aragonaise dans la capitale est relativement récente, dans la mesure où, en 1950, la capitale ne pesait que 24 % de la population de la communauté. Conséquence de l'exode rural, le peuplement du territoire aragonais est extrêmement faible. Avec une densité de 25,2 hab./km2, l'Aragon se place au quatrième rang des communautés à la densité de population la plus faible d'Espagne, après la Castille-La Manche, l'Estrémadure et la Castille-et-León.
| Rang | Ville                  | Province  | Population |
| ---- | ---------------------- | --------- | ---------- |
| 1    | Saragosse              | Saragosse | 675 121    |
| 2    | Huesca                 | Huesca    | 52 347     |
| 3    | Teruel                 | Teruel    | 35 241     |
| 4    | Calatayud              | Saragosse | 21 717     |
| 5    | Utebo                  | Saragosse | 17 999     |
| 6    | Ejea de los Caballeros | Saragosse | 17 344     |
| 7    | Monzón                 | Huesca    | 17 115     |
| 8    | Barbastro              | Huesca    | 17 080     |
| 9    | Alcañiz                | Teruel    | 16 291     |
| 10   | Fraga                  | Huesca    | 14 539     |

## Administration et politique
Selon l'article 11 du statut, les quatre institutions qui ont un pouvoir politique sont les Cortes d'Aragon, la Présidence d'Aragon, la Députation générale d'Aragon et le Justicier d'Aragon.

### Cortes d'Aragon
Le parlement aragonais, ou Cortes d'Aragon, possède le pouvoir législatif. Les 67 députés représentent le peuple aragonais : 18 députés pour la province de Huesca, 14 députés pour la province de Teruel et 35 députés pour la province de Saragosse. Ils choisissent parmi leurs membres le Président d'Aragon, le Bureau et la Députation permanente.
Les députés sont chargés du vote des lois et du budget. Ils contrôlent l'action de la Députation générale.
Les principaux partis présents sont le PP de Aragón, le PSOE-Aragón, Podemos, Ciudadanos, le PAR, le CHA et IUA. Le siège des Cortes se trouve depuis 1986 dans le palais de la Aljafería, à Saragosse.

### Présidence d'Aragon
Le président d'Aragon est le libéral-conservateur Jorge Azcón.
Le siège de la Présidence se trouve dans le bâtiment Pignatelli, l'ancienne Real Casa de la Misericordia de Saragosse.

### Députation générale d'Aragon
La Députation générale d'Aragon ou gouvernement d'Aragon (Diputación General de Aragón) est l'instance exécutive de la communauté autonome. Il comprend l'Assemblée et le président de la Députation générale.
La Députation actuelle a été créée en 1983, après approbation du statut d'autonomie. Son siège se trouve dans la Real Casa de la Misericordia, à Saragosse.

### Justicier d'Aragon
Le Justicier d'Aragon (Justicia de Aragón) est une institution d'origine médiévale, apparue dans le royaume d'Aragon au XIIIe siècle, afin d'agir comme médiateur entre les nobles et le roi. Réapparu en 1982, après l'approbation du nouveau statut, il est chargé de défendre les droits et les libertés des citoyens contre les éventuels abus de l'administration de la communauté autonome, à l'instar du Défenseur des droits en France. Son activité judiciaire reste cependant limitée, dans la mesure où il ne peut prononcer un jugement ni prendre aucune mesure coercitive. Il peut diffuser des recommandations et des informations auprès de l'administration.
Il est élu par au moins 60 % des députés des Cortes d'Aragon, pour une durée de 5 ans.
Son siège se trouve dans le palais Armijo, à Saragosse.

## Culture

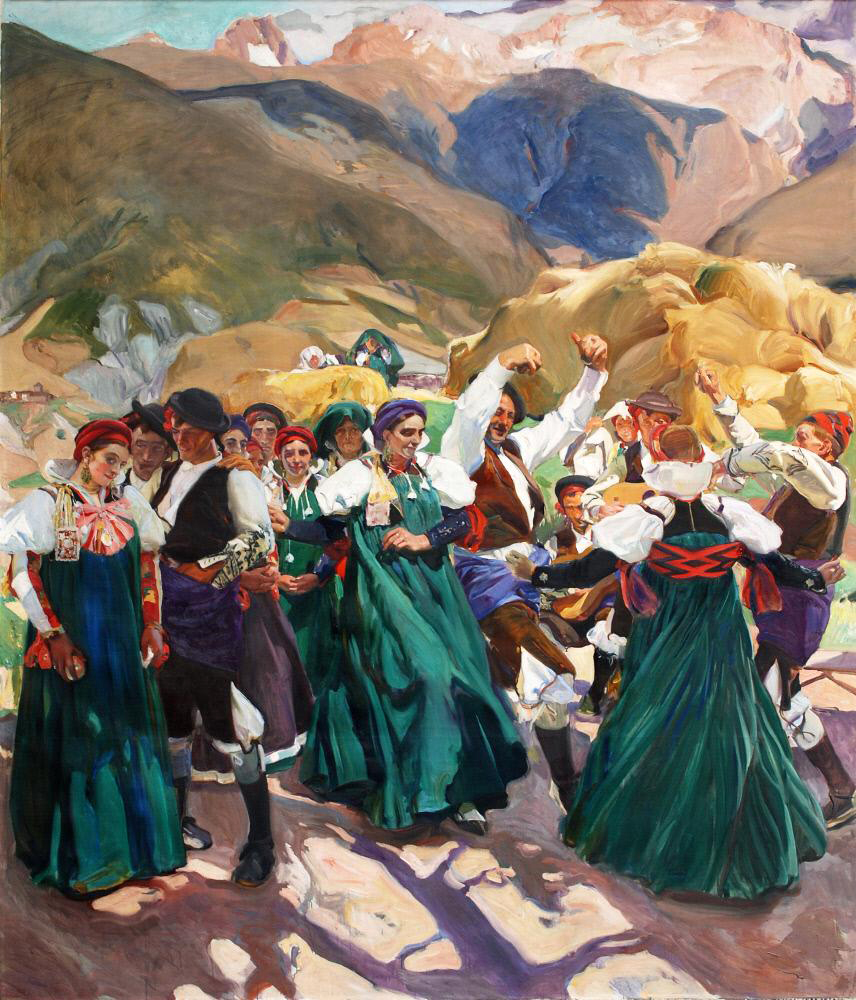
Vision d'Espagne : Aragón
Joaquín Sorolla, 1914
The Hispanic Society of America, New York

### Symboles

#### Blason
Le blason actuel de l'Aragon se compose de quatre quartiers et est confirmé pour la première fois par un témoignage écrit en 1499. Ce blason, remis au goût du jour au XIXe siècle, après avoir été oublié, est confirmé comme le blason officiel par l'Académie royale d’histoire en 1921.
Le premier quartier est une reproduction du blason de Sobrarbe, qui apparaît à la fin du XVe siècle et commémore, selon la tradition, le légendaire royaume de Sobrarbe. Le second quartier, qui représente la croix d'Íñigo Arista, est un ajout du roi aragonais Pierre IV le Cérémonieux : s'appuyant sur une interprétation anachronique qui fait de cette croix le symbole de la religion chrétienne des premiers rois asturiens, navarrais et aragonais, il l'ajoute au blason des rois d'Aragon. Le troisième quartier est une croix d'Alcoraz, c'est-à-dire une croix de saint Georges cantonnée de quatre têtes de Maures, confirmée la première fois sur un sceau de Pierre III d'Aragon, datant de 1281, et rappelant, selon la légende, la bataille au cours de laquelle Pierre Ier et son fils, le futur Alfonse Ier le Batailleur, s'emparèrent de la ville de Huesca. Le quatrième quartier, appelé les « barres d'Aragon » ou « enseigne royale d'Aragon », est le plus ancien des emblèmes héraldiques d'Aragon, remontant au moins à la deuxième moitié du XIIe siècle (voir son origine légendaire sous Guifred le Velu). Ces « barres » sont d'ailleurs visibles dans le troisième quartier du blason de l'Espagne.

Premier témoignage historique du blason de l'Aragon. Imprimé à Saragosse en 1499 par Pablo Hurus.
Blason de Sobrarbe.
Croix d'Íñigo Arista, roi de Pampelune.
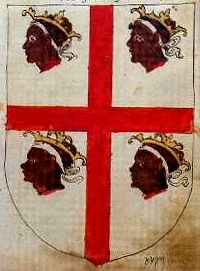
Croix d'Alcoraz ou croix de saint Georges cantonnée de quatre têtes de Maures.

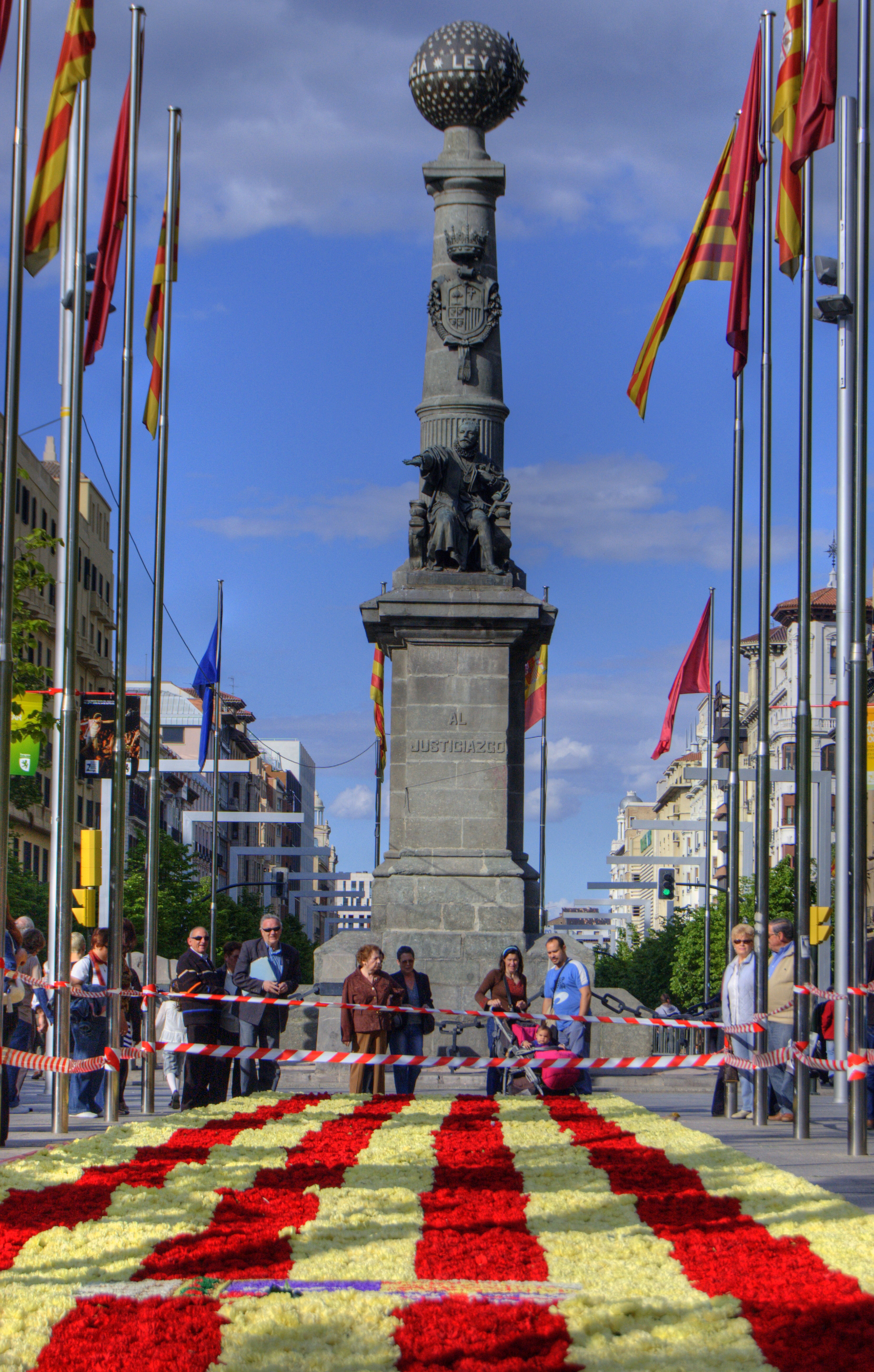
La place d'Aragon à Saragosse, le jour de la saint Georges, avec un drapeau d'Aragon composé de fleurs.

« Barres d'Aragon ».
Emblème d'Aragon

#### Drapeau
Le drapeau actuel a été approuvé en 1984, par l'article 3 du statut d'autonomie d'Aragon. Il reprend les quatre « barres d'Aragon » disposées horizontalement. Sur le côté gauche a été ajouté le blason de l'Aragon.

#### Hymne
L'hymne d'Aragon a été officialisé en 1989. Sur une musique du compositeur aragonais Antón García Abril, il combine l'ancienne tradition musicale aragonaise, avec des éléments populaires, dans une conception moderne. Les paroles furent écrites par les poètes aragonais Ildefonso Manuel Gil, Ángel Guinda, Rosendo Tello et Manuel Vilas : elles s'efforcent de souligner les valeurs de liberté, justice, raison, vérité, accueil…

#### Journée de l'Aragon
La Journée de l'Aragon est célébrée le 23 avril et commémore saint Georges, patron du royaume d'Aragon depuis le XVe siècle. Ce jour férié est confirmé par l'article 3 du statut d'autonomie d'Aragon de 1984. Cette journée est l'occasion de festivités officielles, comme la remise du prix Aragon par le gouvernement aragonais ou encore la composition d'un tapis de fleurs représentant le drapeau aragonais, place d'Aragon à Saragosse.

### Langues

Zones de prédominance linguistique établies selon la Loi d'usage, de protection et de promotion des langues propres de l'Aragon du 22 décembre 2009.

Dans la plus grande partie de l'Aragon, la langue utilisée couramment reste le castillan, qui est langue officielle de la communauté autonome, tout comme de l'État espagnol. Dans la partie nord de l'Aragon, on parle l’aragonais tandis que dans la partie orientale, appelée la Frange d'Aragon, est parlé le catalan.
Le statut d'autonomie ne reconnait aucun caractère officiel aux langues aragonaise et catalane en Aragon. Cependant, la Loi sur le patrimoine culturel d'Aragon, en 1999, a reconnu leur particularité et renforcé leur protection. Après l'approbation de la Loi sur les langues d'Aragon de 2009, et avec le soutien du président Marcelino Iglesias, l'aragonais et le catalan ont été reconnues comme langues propres à l'Aragon, mais pas comme langues officielles. Ainsi, les testaments et les contrats de mariage peuvent légalement être rédigés dans n'importe laquelle des trois langues en usage dans la communauté.

#### Castillan
Le castillan est aujourd'hui encore la seule langue officielle en Aragon. Le dialecte local, appelé « castillan aragonais », possède ses propres caractéristiques. La plupart de celles-ci sont tout simplement dérivées de la langue aragonaise, en particulier dans l'intonation et le vocabulaire. Le castillan de la Frange d'Aragon est en revanche marqué par des catalanismes plus nombreux.

#### Aragonais
Au Moyen Âge, la langue vernaculaire traditionnellement parlée dans la majorité du territoire était l’aragonais. Celui-ci a néanmoins connu à partir du XVe siècle un fort processus de castillanisation et il subsiste essentiellement dans les zones rurales et septentrionales, ainsi que de façon résiduelle, par l'influence qu'il a exercée sur le castillan. L'aragonais est considéré par l'Union européenne comme une langue minoritaire en danger de disparition : aussi s'efforce-t-elle de faire pression sur la Députation générale d'Aragon afin de promouvoir son usage.[réf. nécessaire]
Le bénasquais, parlé dans la vallée de Bénasque, est un dialecte de transition entre catalan et aragonais.

#### Catalan
Dans la Frange d'Aragon, située dans la partie orientale de la région, la langue traditionnelle est une variante de catalan occidental, dont l'usage est partiellement conservé dans la vie quotidienne. Cette langue locale subit cependant la normalisation rapide et croissante du catalan par la télévision et la radio.
La question de la « catalanité » de cette langue parlée dans la Frange d'Aragon — et par conséquent, la question de la « catalanité » de ses habitants — est sujet à des débats extrêmement vifs. Les partisans de la « catalanité » insistent sur les similitudes avec le catalan normalisé, tandis que leurs adversaires ne voient dans cette langue qu'une variante d'aragonais, fortement influencé par les parlers catalans voisins.[réf. nécessaire]

### Gastronomie
Les cultures maraîchères de la vallée de l'Èbre ont permis le développement de légumes et de fruits largement utilisés dans la cuisine locale, comme l'oignon des Sources de l'Èbre. Le cardon, lors des fêtes de Noël, est préparé avec une sauce à base d'amandes et de pignons. La bourrache de Saragosse sert à la fabrication de crespillo de bourrache, très répandu dans la région du Somontano de Barbastro. Parmi les fruits, le plus réputé est la pêche, qui bénéficie d'une DOC dans le Bas-Aragon, sous le nom de pêche de Calanda. Les châtaignes de Huesca sont également réputées.
L'agneau de lait d'Aragon est également une spécialité qui s'appuie sur la tradition ovine de la région. Il est protégé par une DOC particulière. Il est généralement préparé en rôti. L'agneau, comme le poulet, peut être accompagné d'une sauce au chilindrón (cordero ou pollo al chilindrón), à base de tomates, de poivrons rouges et d'ail. Le poulet à la pepitoria (pollo en pepitoria) est cuisiné à partir des jus de la viande de poulet mélangés à du jaune d'œuf dur et des amandes en poudre.
La charcuterie aragonaise possède également plusieurs spécialités, telles que le boudin au riz (morcilla de arroz), la saucisse de Graus (longaniza de Graus) et la boutifarre (butifarra). Mais la plus connue des spécialités reste le jambon de Teruel.
Parmi les plats aragonais les plus réputés, on retrouve les migas de pastor, un plat d'origine paysanne, sorte de ragoût de pain dur frit avec des lardons, du chorizo, du poivron, de l'oignon et de l'ail. On le sert traditionnellement avec des œufs frits. La chireta est une sorte de haggis, élaborée à partir de tripe d'agneau (chireta signifie « peau retournée » en aragonais) cousue et fourrée de riz, auquel on ajoute les ris, les poumons et le cœur de l'agneau : l'ensemble est cuit bouilli.
Quoique l'Aragon soit éloigné de la mer, plusieurs spécialités locales se préparent à partir de poisson. La morue à l'ail arriero (bacalao al ajoarriero) est élaboré avec de la morue salée, poêlée avec de la tomate et de l'ail. La sardine rancie (sardina rancia), souvent utilisée en tapa, est une sardine qui a macéré en salaison. Les poissons de fleuves comme la truite peuvent être accommodés à l'aragonaise (truchas a la aragonesa) ou à la mode de Teruel (truchas a la turolense).
Parmi les fromages, le plus connu est le queso de Tronchón, fabriqué sur les hauteurs du Maestrazgo, à Tronchón. On retrouve également des fromages réputés à Alcañiz, Samper de Calanda, Hecho, Biescas, El Burgo de Ebro ou Gistaín.
Les desserts sont généralement simplement élaborés. C'est à Catalayud que sont confectionnés les desserts de Frutas de Aragón, préparés à partir de fruits macérés et cuits dans le sirop, puis couverts de chocolat, afin de leur donner une apparence de bonbon. Les fruits les plus utilisés sont la pomme, la poire, la pastèque, l'abricot, la cerise, la figue, la prune et l'orange. Le guirlache, similaire au tourron, est composé à partir d'amandes et de caramel. Le pavé du Pilar (adoquín del Pilar) est un caramel de grande taille, d'environ 500 grammes, emballé d'une image de la Vierge du Pilar sur fond blanc, tandis que l'intérieur contient les paroles d'une chanson populaire aragonaise. Les galettes du cœur (tortas de alma), sont fabriquées dans la province de Teruel. Ce sont des petites tourtes de pâte fourrées aux cheveux d'ange et parfumées à l'anis ou au moscatel. Il existe d'autres pâtisseries traditionnelles comme la coca, la tresse d'Almudévar (trenza de Almudévar), les nœuds de Jaca (lazos de Jaca).
Enfin, plusieurs vins aragonais bénéficient d'une DOC : les vins de Somontano, de Campo de Borja, de Cariñena et de Calatayud. L'huile d'olive du Bas-Aragon et de la Sierra de Moncayo est également protégée par une appellation.

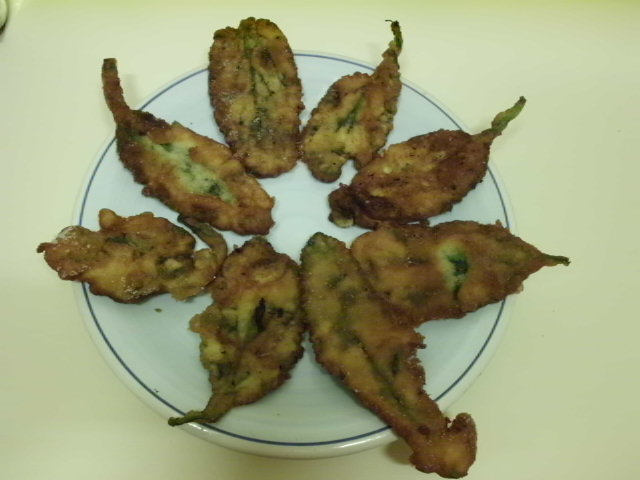
Crespillo de bourrache.
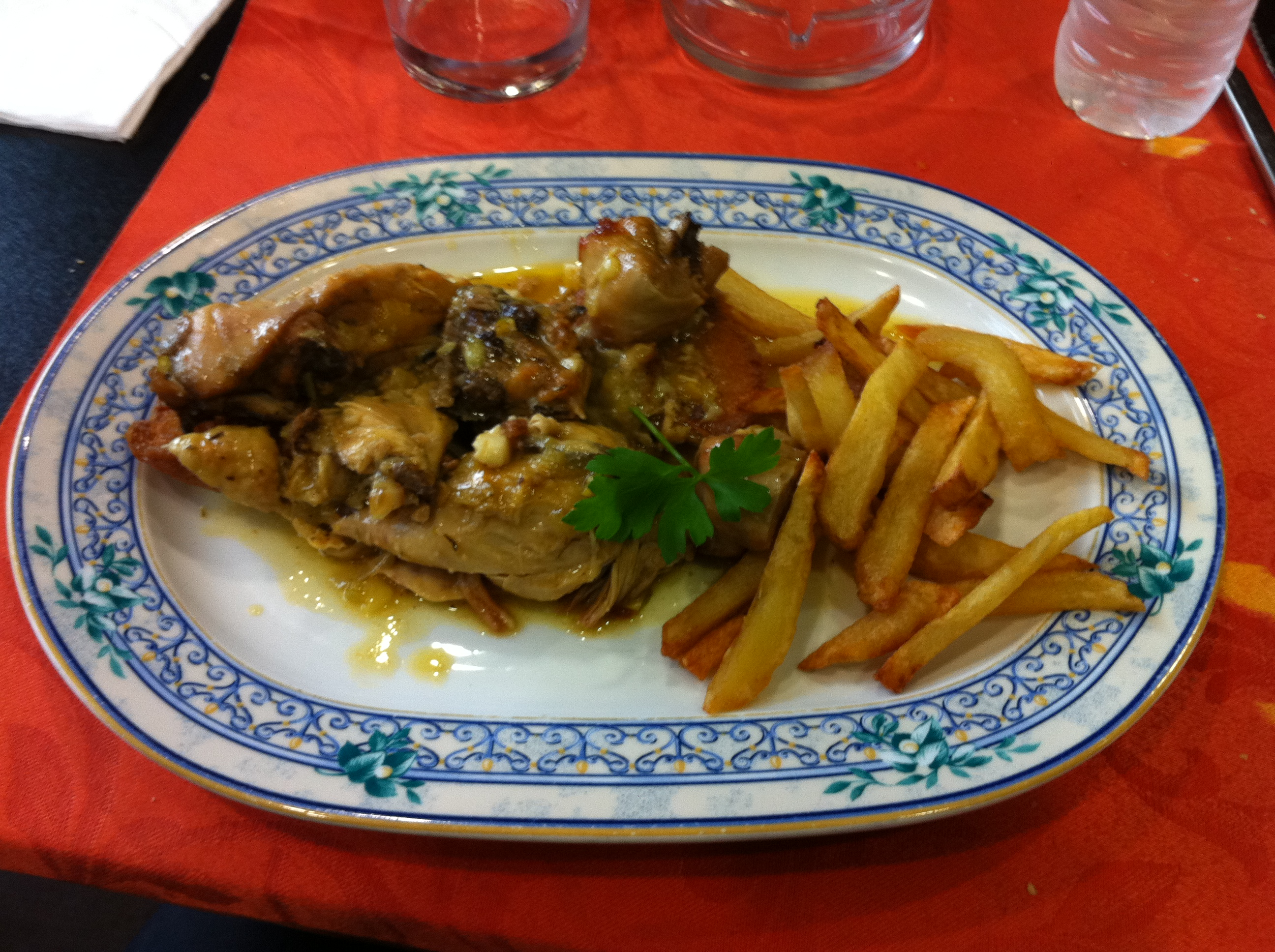
Poulet en pepitoria, accompagné de croûtons de pain frits et de frites.
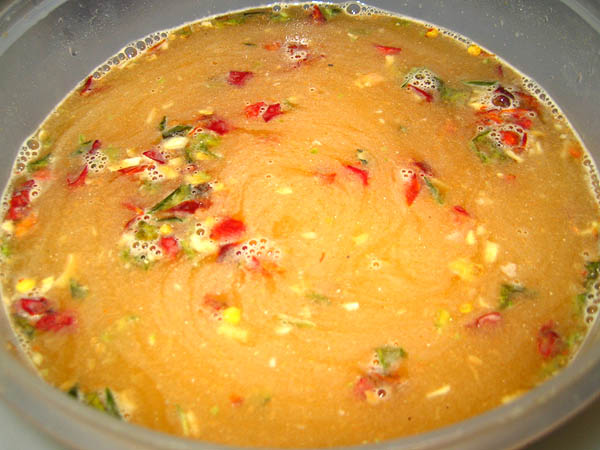
Sauce au chilindrón, propre à accompagner du poulet (pollo al chilindrón) ou de l'agneau (cordero al chilindrón).
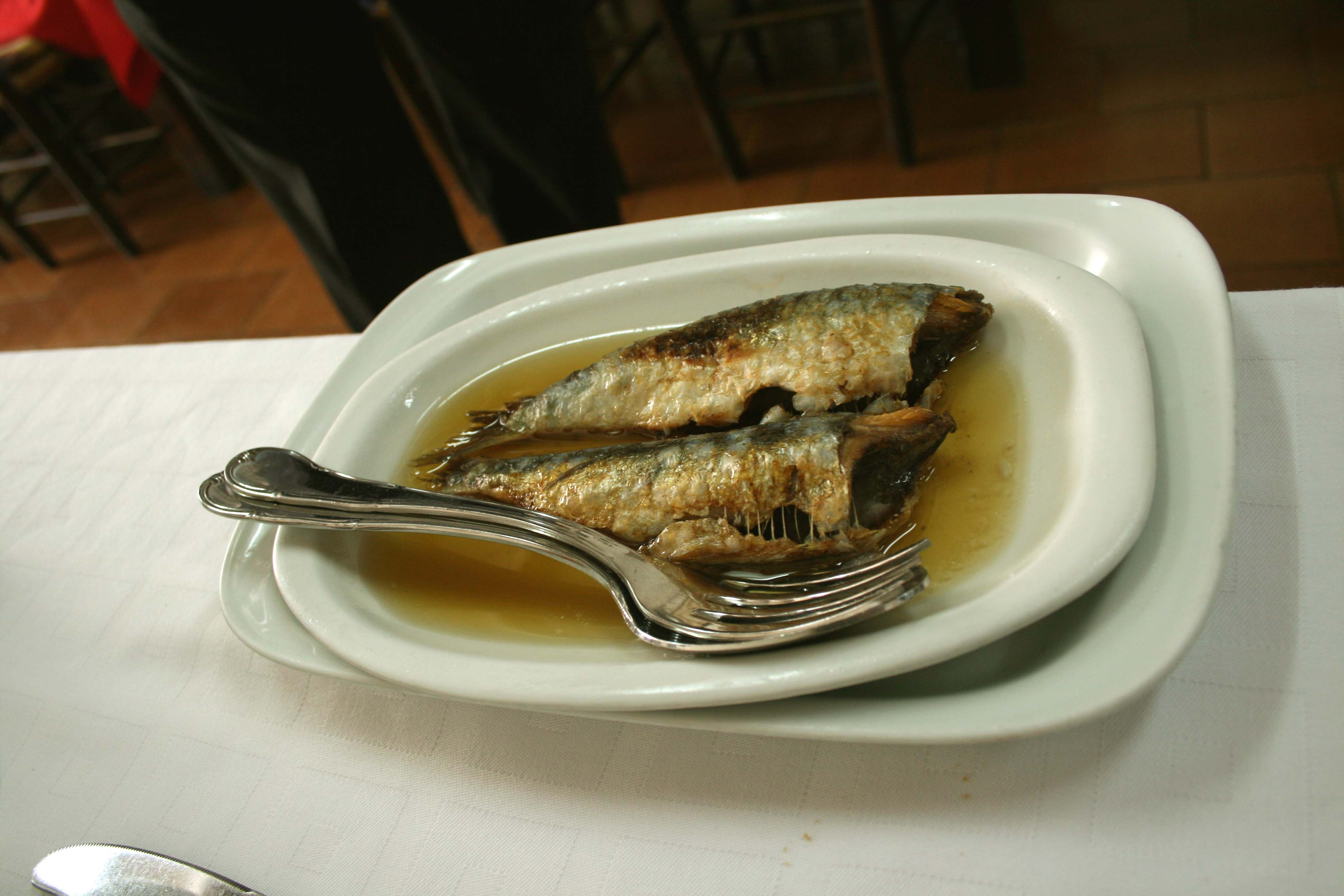
Assiette de sardine rancia.
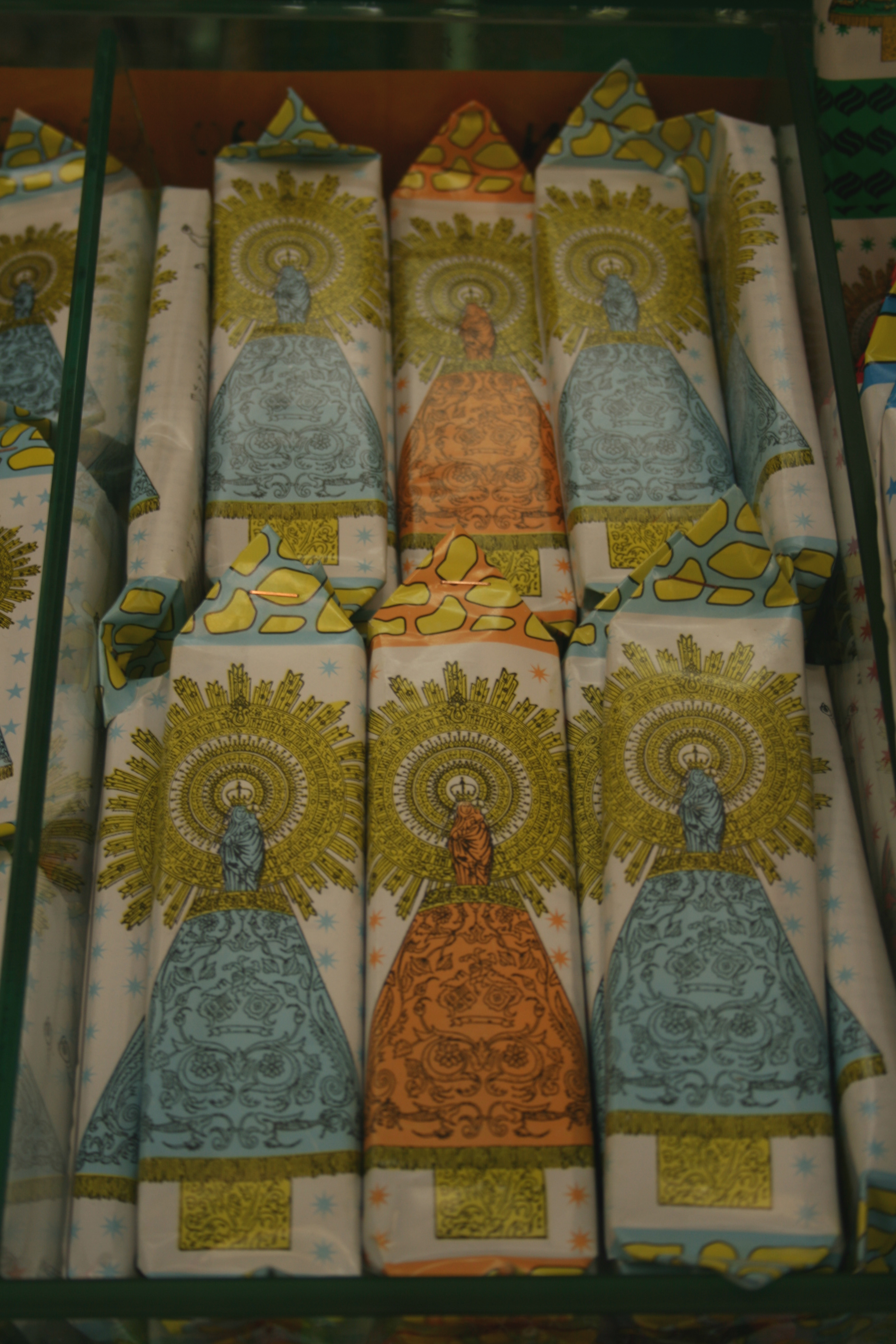
Pavé du Pilar (adoquín del Pilar), caramel d'environ 500 grammes emballé d'une image de la Vierge du Pilar.
Aires des vins DOC en Aragon.

## Transports

### Aéroports
L'Aragon compte aujourd'hui deux aéroports :

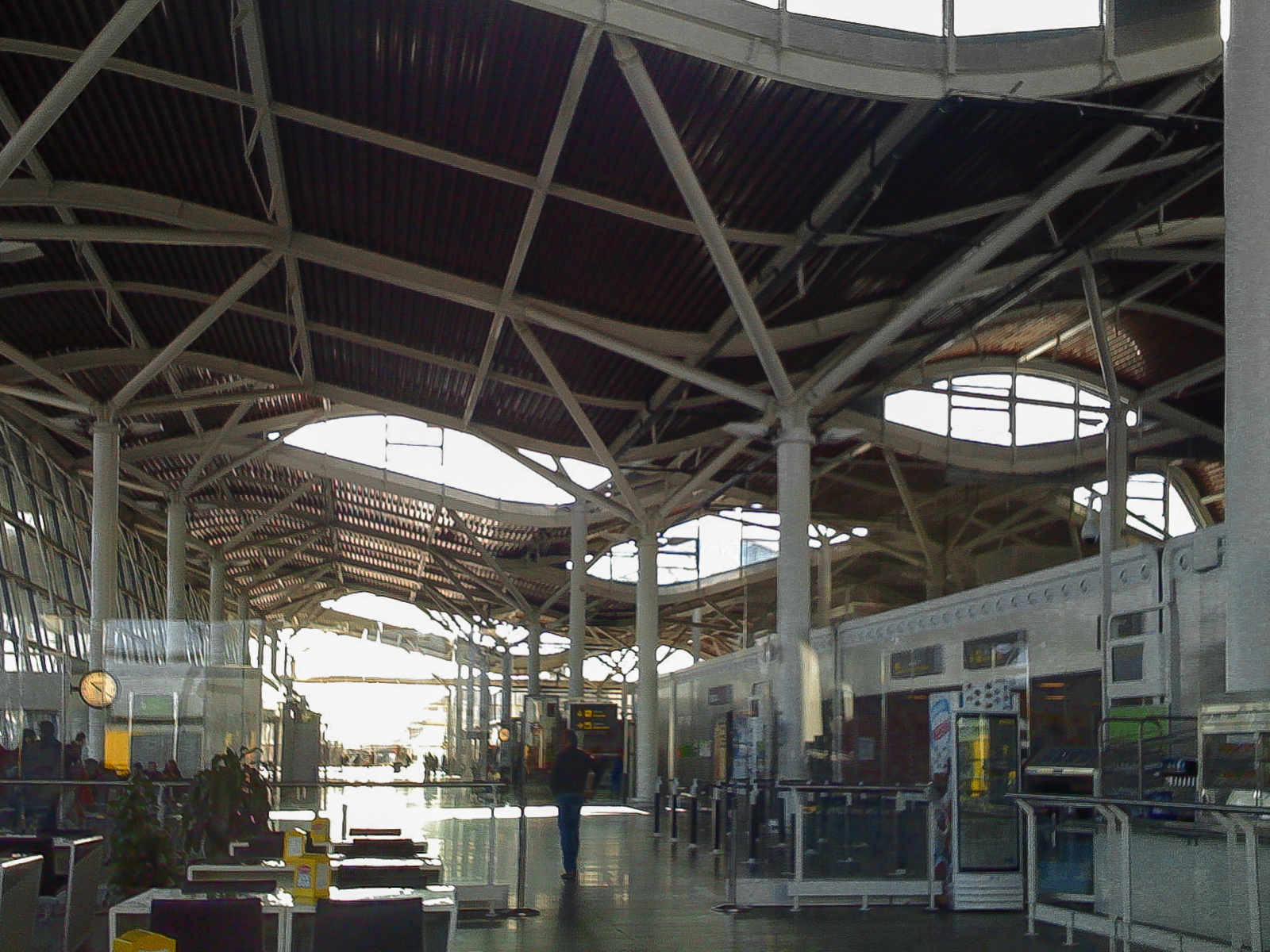
Terminal de l'aéroport de Saragosse.

- aéroport de Saragosse, situé à 10 km au sud-ouest de la ville de Saragosse. Le trafic augmente régulièrement chaque année : le nombre de passagers était de 594 952 en 2008 selon AENA. Les destinations proposées permettent de voyager vers les grandes capitales européennes, comme Londres, Paris, Lisbonne, Rome et Milan et les grandes villes espagnoles comme Séville, Saint-Jacques-de-Compostelle et Palma de Majorque. Les principales compagnies aériennes présentes à Saragosse sont Ryanair, Air Nostrum, Air Europa et Wizzair. L'aéroport est également devenu le troisième aéroport pour le fret, ce qui en fait un centre important de logistique. Le complexe PLAZA (PLAtaforma logística de ZAragoza) est un ensemble multimodal parmi les plus importants d'Europe.
- aéroport de Huesca-Pirineos, situé à 9 km au sud-est de la ville de Huesca. Le trafic est essentiellement domestique, assuré par la compagnie Air Nostrum en accord avec Pyrénair, vers les villes espagnoles de Madrid, La Corogne ou Valence. Le but de cet aéroport est d'améliorer la desserte des stations de ski de la province. En février 2011, la compagnie Pyrenair a cessé ses activités, ce qui laisse l'aéroport sans passagers.

Il existe également plusieurs aérodromes :
- L’aérodrome de Caudé, situé à 11 km de Teruel. Il est destiné à accueillir des avions pour les réparations et les démontages. Aucun trafic de passagers n'est prévu.
- L’aérodrome de Santa Cilia de Jaca, situé à 14 km à l'est de Jaca. Sa situation privilégiée au cœur des Pyrénées le destine aux avions de tourisme et ultra-légers.
- L’aérodrome de Villanueva de Gállego, situé à 15 km au nord de Saragosse. Il est destiné aux usages récréatifs.

### Routes et autoroutes
La communauté autonome est chargée de l'entretien de toutes les routes de la Députation générale d'Aragon, des routes des trois députations provinciales et des communes aragonaises. Cela représente quelque 10 700 km, dont la moitié environ appartiennent à la Députation générale, 2 200 km à l'État et 3 000 km aux députations provinciales.
La Députation générale a entrepris un gros effort de rénovation des routes dans les années 1990 et 2000. Elle a ainsi entrepris la construction de la première autoroute à péage appartenant à une communauté autonome, entre El Burgo de Ebro et Villafranca de Ebro. Le but était de relier la N-II, la AP-2, la N-232 et la A-222, afin de former la cinquième rocade ou Quinto Cinturón (Z-50) autour de Saragosse.

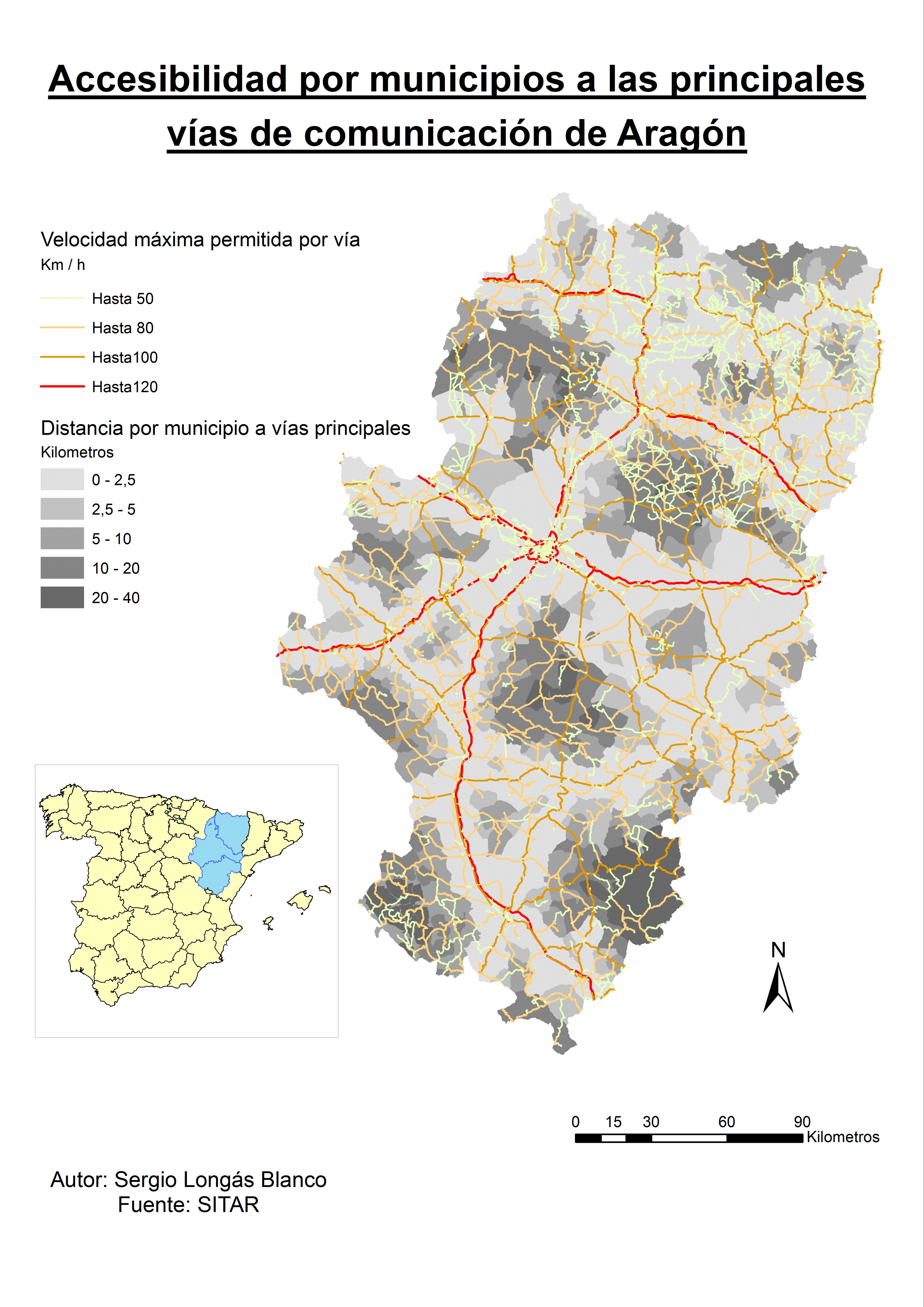
Accessibilité aux principales voies de communication en Aragon.

| Appellation               | Type                 | Identifiant | Tronçon aragonais                             | km   |
| ------------------------- | -------------------- | ----------- | --------------------------------------------- | ---- |
| Autovía del Nordeste      | Autovía              | AP-2 E 90   | L.P. Soria - Alfajarín et Fraga - L.P. Lérida | 164  |
| Autopista del Nordeste    | Autopista            | AP-2 E 90   | Alfajarín - L.P. Lérida                       | 120  |
| Autovía Huesca-Lérida     | Autovía              | A-22        | Variante de Monzón                            | 11,4 |
| Autovía Mudéjar           | Autovía              | A-23 E 7    | L.P. Castellón - Nueno                        | 315  |
| Autopista Vasco-aragonesa | Autopista            | AP-68 E 804 | L.P. Navarre - Saragosse                      | 54,8 |
| Autovía del Ebro          | Autovía              | A-68        | El Burgo de Ebro - Figueruelas                | 37,3 |
| Autopista Aragonesa 1     | Autopista Autonómica | ARA-A1      | Villafranca de Ebro - El Burgo de Ebro        | 5,3  |

### Chemins de fer
La LGV Madrid-Saragosse-Lérida traverse la communauté autonome depuis 2003. En Aragon, les trains grande vitesse AVE s'arrêtent aux gares de Calatayud et Saragosse-Delicias. Depuis 2008, la ligne a été complétée vers Barcelone et Perpignan. Des projets d'extension sont prévus en direction de Huesca (gare de Plana de Uesca), bien que le maintien de la grande vitesse ne soit pas possible sur cette section.
Parallèlement existe un projet de rénovation de la ligne Saragosse-Teruel, afin de l'inclure dans le grand projet de LGV Cantabrie-Méditerranée, entre Santander et Valence. Les travaux impliquent le changement de l'écartement des voies, l'électrification complète de la ligne et son dédoublement.
Une originalité du réseau ferroviaire aragonais reste la gare internationale de Canfranc, vaste gare inaugurée en 1928 sur la ligne Pau - Canfranc. À la suite d'un accident ferroviaire en 1970, la gare vit son activité, déjà faible, s'arrêter presque complètement.

## Économie

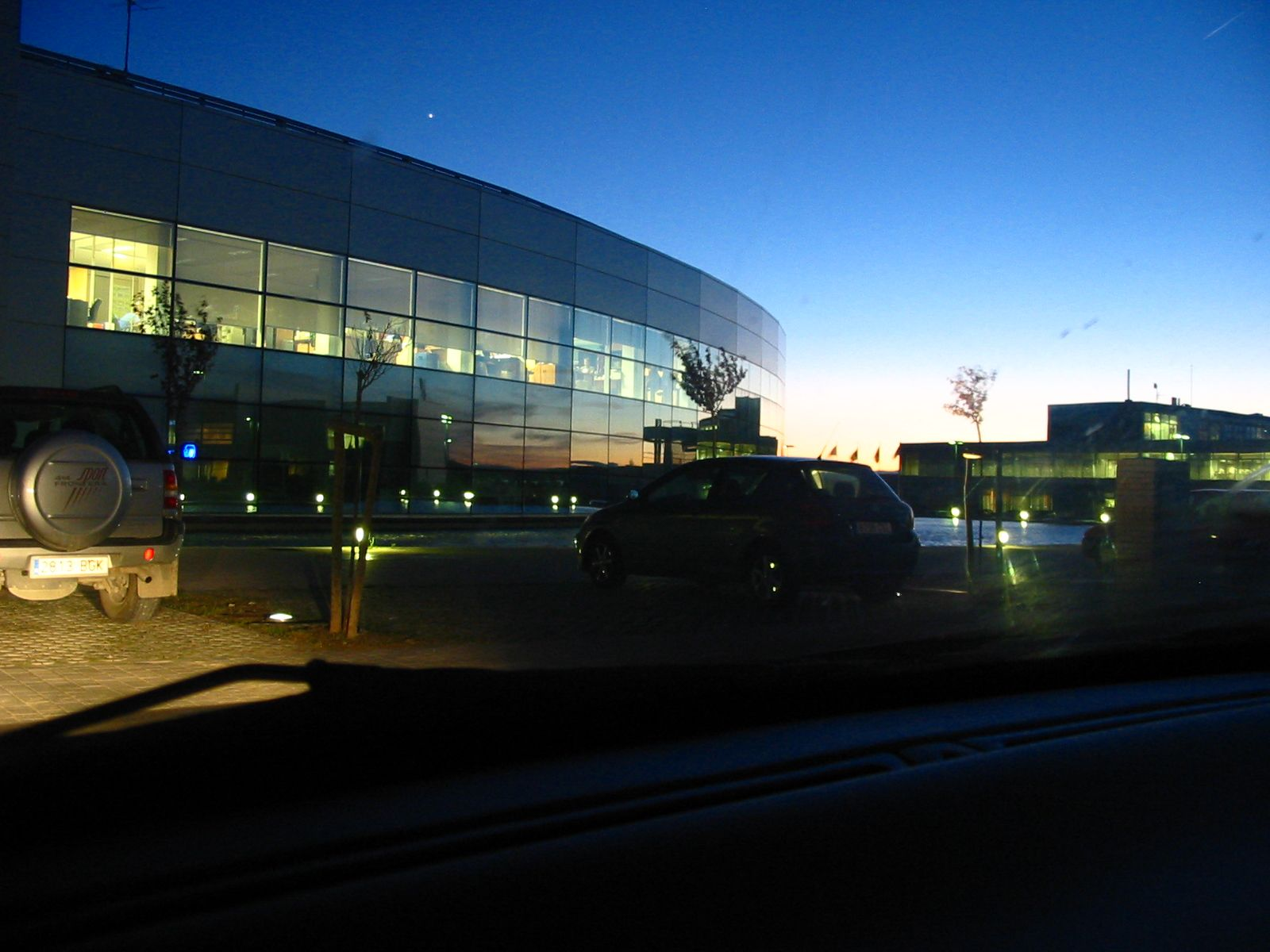
Le parc technologique Walqa, près de Huesca, concentre plus de 20 entreprises tournées vers l'économie moderne.

Le PIB de l'Aragon représente environ 3 % du PIB total de l'Espagne. Le PIB par habitant était, en 2008, de 26 107 €, ce qui place l'Aragon au 5e rang, au-dessus de la moyenne de l'Espagne et de l'Union européenne.

### Secteur primaire
L'économie traditionnelle de l'Aragon appartient au secteur primaire, où prédominent les cultures de céréales et de fourrage, complétées par un important élevage ovin. Les produits aragonais les plus connus restent l'agneau de lait d'Aragon, les vins du Somontano, le jambon de Teruel, l'huile d'olive du bas-Aragon, la pêche de Calanda et l'amande. Les appellations d'origine se développent, afin de garantir la qualité des produits. Cette économie a connu de profonds bouleversements au cours du XXe siècle, qui a vu l'essor des secteurs industriel et tertiaire — en particulier les activités liées aux services, au commerce et au tourisme.

### Secteur secondaire
L'entreprise Opel (Groupe PSA) possède une usine près de la ville de Saragosse, à Figueruelas. Il existe d'autres entreprises importantes dans les domaines de l'énergie, comme l'électricien Endesa qui possède une centrale thermique à Teruel, de la papeterie, avec la SAICA implantée à Saragosse et Burgo de Ebro et ICT Ibérica, également à Burgo de Ebro, ou du bois, avec Cella. Mais c'est la ville de Saragosse qui a le plus bénéficié du développement de la région, et concentre aujourd'hui des entreprises diverses, comme Pikolín, Sabeco, Inditex, BSH Hausgeräte ou les Chocolates Lacasa.

### Secteur tertiaire
Le complexe PLAZA, près de l'aéroport de Saragosse, permet à la ville de devenir un centre important pour la logistique et le transport de marchandises. Le parc technologique Walqa, près de Huesca, est également un important technopôle, qui concentre plus de 60 entreprises dans les domaines de l'information, des biotechnologies et des énergies renouvelables. Le tourisme, en particulier tourné vers le sport, bénéficie de conditions favorables en Aragon. Les stations de ski pyrénéennes comme Aramón Formigal et Candanchú profitent de l'amélioration des infrastructures, avec l'autoroute Saragosse-Somport. Le tourisme culturel bénéficie également du rayonnement de l'art mudéjar, très présent à Huesca, Saragosse et surtout Teruel, qui a reçu la protection de l'UNESCO au titre de patrimoine mondial de l'humanité sous l'intitulé d'art mudéjar d'Aragon.